# Löschfahrzeuge in der DDR

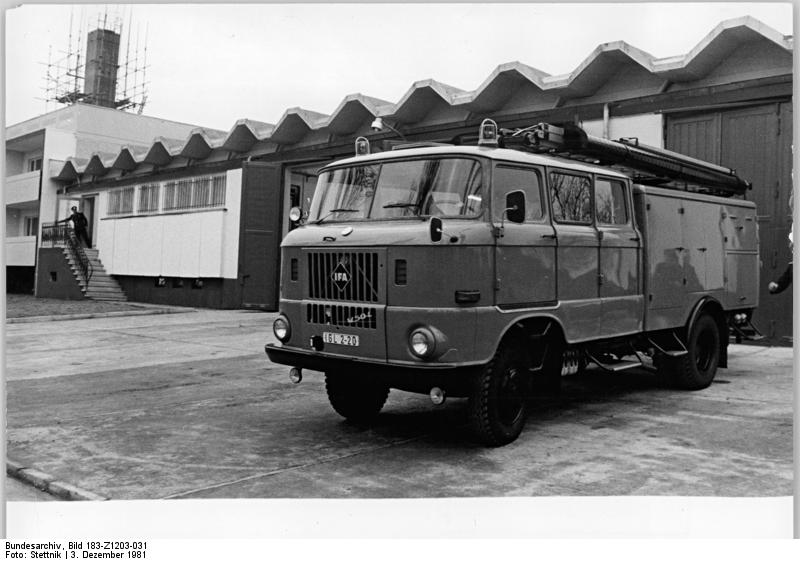
Bundesarchiv Bild 183-Z1203-031, Berlin, Wartenberg, Feuerwache, Löschzug

Die Entwicklung der Löschfahrzeuge in der DDR geht zurück in die Ära vor 1945 mit der Bezeichnung leichtes Löschgruppenfahrzeug (LLG) auf 1,5- bis zur 3,0-Tonnen-Klasse der bekannten Daimler-Benz- und Opel-Blitz-Fahrgestelle. Der Bau der Löschfahrzeuge begann im Jahr 1949 mit der ersten Fahrzeuggeneration LF-TS 8 auf Granit-27-Fahrgestellen. Durch den stetigen Anstieg der Anforderungen in den Feuerwehren wurde schrittweise in drei Etappen eine Feuerwehrfahrzeuggeneration aufgebaut. Daran beteiligt waren auch die Tanklöschfahrzeuge in der DDR.

## Geschichte
Mit dem Aufbau der Fahrzeugindustrie nach dem Zweiten Weltkrieg wurde in der DDR auch der Bau von Löschfahrzeugen eingeleitet. Zunächst wurden alte intakte Vorkriegsmodelle von Mercedes, Opel, Magirus und der Büssing AG weitergenutzt, was aber bei der Ersatzteilbeschaffung einige Probleme bereitete. Schließlich konnte eine eigenständige Fahrzeugindustrie aufgebaut werden, die den Bedarf der Städte und Betriebe an Löschfahrzeugen decken sollte. Die ansässigen Löschgerätehersteller Flader Feuerlöschgerätefabrik (Jöhstadt), Koebe (Luckenwalde), Fischer (Görlitz), Minimax (Neuruppin) und Total (Apolda) wurden kurzerhand enteignet und umbenannt in VEB Feuerlöschgerätewerk und Namenszusatz der jeweiligen Stadt. Durch notwendige politische Beschlüsse konnten die Motorleistungen, Zuladungen und Achslasten der Fahrzeuge schrittweise erhöht werden, was dazu führte, dass eine umfangreichere feuerwehrtechnische Beladung möglich war. Die auf Pritschenfahrzeuge gebauten Löschfahrzeuge aus dem VEB Feuerlöschgerätewerk Görlitz (FLG) wurden anfangs auf Granit-27-Fahrgestellen aus dem VEB IFA Lastwagen- und Motorenwerken Phänomen Zittau gebaut, auf der die feuerwehrtechnische Beladung mit eingeschobener Tragkraftspritze (TS 8) und eine Löschgruppe Platz fand.
Die erste Generation bestand aus den Fahrzeugtypen Phänomen Granit 27, Phänomen Granit 30K, H3, H3A, H6 und G5. Ab 1959 wurde mit den neuen Fahrzeugtypen auf S4000, S4000-1, Robur 1800 T und den Barkas B 1000 ein modernerer Fahrzeugpark aufgebaut. 1969 wurde dann die letzte und dritte Generation der Löschfahrzeuge mit dem Bau der Frontlenker W50- und Robur-2002-A-Fahrgestellen eingeleitet. Importfahrgestelle auf Tatra und ZIL wurden für besonders gefährdete Gegenden wie Schwerindustrie und Flughäfen zusätzlich eingeführt. Die Anforderungen der Feuerwehr stiegen stetig; aus diesem Grund wurde die feuerwehrtechnische Beladung etappenweise so umfangreich wie möglich aufgerüstet, um im Einsatz so flexibel wie möglich handeln zu können. Die Löschfahrzeuge gleichen Typs sollten letztlich in ländlichen Gebieten wie auch in der Schwerindustrie einsetzbar sein. Hierfür wurden zahlreiche Zusatzausrüstungen aus praktischen Erfahrungen und Neuerungsvorschlägen der Einsatzkräfte entwickelt und in den Feuerlöschgerätewerken konstruiert, die zügig an bzw. in den Fahrzeugen eingebaut werden konnten. So entfielen beispielsweise Sonderfahrzeuge wie das LF 16 Chemie aus der Produktion, da sein Nachfolger auf W50 durch die Steigerung der Achslast die Komponenten wie große Schaumvorräte und Schaumgießgestänge für Industriebrände schon ab Werk mitführte. CO2-Löschfahrzeuge wurden durch komplexe Löschanlagen in den Betrieben schrittweise abgelöst. Vereinzelt konnten einige Feuerwachen auch selber in Eigenleistung Spezialfahrzeuge bauen, die für ihre Bedürfnisse ausgerüstet waren, wie die Werkfeuerwehr des VEB Buna-Werke mit ihrem CO2-Löschfahrzeug oder den Rettungsgerätewagen aus den VEB Leunawerken. Ende der 1980er-Jahre folgte die Regelung für die weiß lackierte Bauchbinde mit der Feuerwehr-Aufschrift in rot und die weiß lackierte Stoßstange vorn, die nach entsprechenden Vorschriften anzubringen waren. Grund hierfür war eine gegenüber anderen rot lackierten Fahrzeugen bessere Unterscheidung und Wahrnehmung im Straßenverkehr.
Ein Fuhrpark auf Ganzmetallkoffer-(GMK)-Basis konnte nie verwirklicht werden. Prototypen wie der W50 L/ LF 16 GMK aus dem VEB Feuerlöschgerätewerk Luckenwalde oder der Robur O 611 LF 16-TS 8 vom VEB Feuerlöschgerätewerk Görlitz wurden bereits entwickelt und erprobt, mussten aber auf Anweisung der Staatsführung eingestellt werden und wurden daher nie in Serie gebaut. Löschfahrzeuge auf L60-Fahrgestell wie das LF 32 waren daher nur auf den Reißbrett zu finden.

## Farbschemen und Lackierungen
Ehemalige Fahrzeuge der Feuerschutzpolizei wurden nach dem Zweiten Weltkrieg von Tannengrün (RAL 6009) in Feuerrot umlackiert, das Fahrgestell, Stoßstange und die Kotflügel blieben jedoch schwarz. Einige wenige Fahrzeuge wurden auch in Rubinrot lackiert, was sich aber nicht durchsetzen konnte. Grundsätzlich war vorgeschrieben, dass das Fahrerhaus und der Aufbau signalrot, Felgen, Fahrgestell und Stoßstangen schwarz lackiert ausgeliefert werden sollten.
Da schon ab 1969 in Westdeutschland einige Feuerwehrfahrzeuge in Hilden, Düsseldorf, Köln, Frankfurt und Hamburg in Tagesleuchtrot (RAL 3024) und Leuchthellrot (RAL 3026) lackiert worden waren, wurde auch in der DDR ab 1973 ein Versuch in Dresden durchgeführt, um verschiedene Lackierungen an zwei W50-Löschfahrzeugen zu begutachten. Hierzu wurden die leuchtroten Fahrzeuge mit je einem weißen und schwarzen schmalen Streifen unter der Fensterkante versehen, die durch das Absetzen zur Grundfarbe Kontrast geben sollten. Dadurch können Einsatzfahrzeuge bei trübem Wetter und/oder bei Dämmerung im Straßenverkehr durch die wesentlich höhere Kontrastierung schneller wahrgenommen werden. Dieses Projekt kam jedoch über die Erprobungsphase nie hinaus.
Mitte der 1980er-Jahre wurden in Ost-Berlin als Versuchsmuster ein Tatra-815-Tanklöschfahrzeug (TLF 32) und eine W50-Drehleiter (DL 30 K) mit weißer Bauchbinde und Feuerwehraufschrift in Rot ausgestattet, wobei der Tatra erstmals die weiße Bauchbinde um Fahrerhaus und Aufbau hatte. Dieses Versuchsmuster war zu dieser Zeit jedoch nur der Hauptstadt der DDR vorbehalten. Für die 15. DDR-Meisterschaft im Feuerwehrkampfsport vom 5. bis 6. Juli 1986 wurden in Ost-Berlin sämtliche Feuerwehrfahrzeuge der DDR-Hauptstadt auf Frontlenkerfahrgestell mit weiß lackierter Bauchbinde und Feuerwehraufschrift in rot-weiß lackierter Stoßstange vorn und weiß lackierten Felgen vorgestellt. Ende der 1980er-Jahre folgte dann letztlich die Regelung für die Zweifarbgebung von Feuerwehrfahrzeugen. Sie umfasste die weiß lackierte Bauchbinde mit der Feuerwehraufschrift in Rot (ab 1986 dann mit aufgeklebten Buchstaben) und die weiß lackierte Stoßstange vorn, die nach entsprechenden Vorschriften an den Einsatzfahrzeugen der Kommandos anzubringen waren. Die Vorschrift für Lkw war grundsätzlich nur für Frontlenkerfahrgestelle aus DDR-Produktion vorgesehen; für einige Importfahrgestelle galten andere Regelungen, da vereinzelt zusätzlich der Aufbau eine Bauchbinde mit der Feuerwehraufschrift in Rot erhielt, dafür entfiel der Feuerwehr-Schriftzug am Fahrerhaus. An den Feuerwehrkennungen wurden stets Neuerungsvorschläge erprobt, wie beispielsweise die Feuerwehraufschrift in Spiegelschrift auf der Fahrzeugfront.

## KLF-TS 8

### Kleinlöschfahrzeug-Tragkraftspritze 8 (KLF-TS 8)
Ab 1961 begann die Serienfertigung der im VEB Barkas-Werke Karl-Marx-Stadt entwickelten IFA-Schnelltransporter Barkas B 1000 mit einer Nutzlast von 1000 kg. Dies war zugleich eine neue Generation der Frontlenker-Kleinlöschfahrzeuge auf Barkas-B-1000-Fahrgestell, die in Serie gefertigt wurden und somit ihren Vorgänger, den leistungsschwächeren Framo V 901 ablösten. Da in den örtlichen Gemeinden und Betriebsfeuerwehren der Brandschutz gewährleistet sein musste, wurde die kostengünstige Variante des wendigen Kleinlöschfahrzeuges mit eingeschobener Tragkraftspritze (KLF-TS 8/8) auf Barkas im VEB Feuerlöschgerätewerk Görlitz gefertigt. Das Fahrzeug bot für eine Besatzung von 1/4 (5 Feuerwehrleute, zwei im Fahrerhaus und drei im Aufbau) und ihre persönliche Ausrüstung ausreichend Platz. Das Fahrzeug zeichnete sich besonders durch seine erweiterte Ausrüstung für eine Löschgruppe aus.
Anfangs wurden die Kleinlöschfahrzeuge serienmäßig im VEB Feuerlöschgerätewerk Görlitz auf geschlossenen Barkas-Kastenwagen gefertigt und mit der feuerwehrtechnischen Ausrüstung und einer Rundumkennleuchte bestückt. Kurz darauf wurde allerdings die Halbbus-Variante mit Fenster am Aufbau verwendet, zusätzlich bekamen die Fahrzeuge zur besseren Verkehrssicherheit zwei Blaulicht-Rundumkennleuchten und eine Sirene aufgesetzt. In den späteren Baujahren wurde die seitliche Klapptür durch eine Schiebetür ersetzt.
Im Aufbau befinden sich die Sitze für den Trupp, Gerätekästen und, zur besseren Entnahme der schweren Geräte, ein nach hinten ausziehbarer Geräteschlitten. Der Geräteschlitten ist auf einem ausziehbaren Rollrahmenfahrgestell gelagert, dieser hatte an einer Seite zwei schwenkbare Räder und auf der anderen Seite zwei Rollen, die in U-Profilschienen laufen. Auf dem Gestell sind folgende Geräte untergebracht:
- Tragkraftspritze 8 (TS 8),
- C-Schlauchhaspel und ein Gerätekasten mit B- und C-Schlauchmaterial,
- Saugkorb und Weidenschutzkorb,
- Reduzierstücke,
- Hakenschlüssel,
- Strahlrohre und
- Verteiler (2B-CBC)
- Stützkrümmer.

Die Tragkraftspritze TS 8 hat eine Nennförderleistung von 800 l/min bei einem Nennförderdruck von 8 bar und einer Nennförderhöhe von 1,5 Metern. Zusätzlich wurden für den Löschtrupp drei Druckluftatemgeräte (PA) im Aufbau untergebracht und für die kalten Monate eine Benzinheizung im Kofferraum installiert. Ein Schlauchhaspel-Nachläufer mit 80 m B-Druckschlauch für die Wasserförderung rundet die Einsatzmöglichkeiten ab. Auf dem Aufbau befinden sich vier Sauglängen zu je 2500 mm nebeneinander auf einer Dachhalterung verstaut. Diese Fahrzeuge auf Transporter-Basis können mit verschiedenen Einschub-Varianten zügig und unkompliziert umgerüstet werden, wie
- Nachrichtengerätewagen,
- Instandhaltungsfahrzeug, (Werkstattwagen) oder als
- Transportfahrzeug ohne Geräteeinschub für verschiedene Zwecke einsetzbar.

Der Barkas erreicht mit seinem wassergekühlten Dreizylinder-Zweitakt-Ottomotor mit 33,8 kW (46 PS) Leistung eine Höchstgeschwindigkeit von 100 km/h. Zur Brandbekämpfung, Gefahrenbeseitigung und/oder technischen Hilfeleistung wird das Kleinlöschfahrzeug auch heute noch in einigen ländlichen Regionen Ostdeutschlands eingesetzt.

### Technische Daten Löschfahrzeug
Besatzung
- Zugelassene Personenzahl: 5
- Motor: 3-Zylinder, 2-Takt-Otto, wassergekühlt
- Leistung: 33,8 kW (46 PS) bei n = 3500 l/min
- Drehmoment: 105 Nm bei n = 2700 l/min
- Hubraum: 992 cm³
- Kraftstoffnormalverbrauch: 13 l je 100 km / Pritsche 17 l
- Höchstgeschwindigkeit: 110 km/h
- Dauergeschwindigkeit: 90 km/h
- Steigvermögen: 26 %
- Reichweite: 420 km

Ab dem Jahr 1989/1990 gab es den B1000-1 mit Viertakt-Ottomotor.

### Technische Daten Schlauchhaspel-Nachläufer

Schlauchhaspel-Nachläufer

Der ungebremste Schlauchhaspel-Nachläufer war bzw. ist für eine Beladung mit 10 Stück B-Druckschlauch zu je 20 Metern Länge (dies war die Standardschlauchlänge in der DDR, auch für C-Druckschläuche) vorgesehen, so dass insgesamt 200 Meter B-Druckschlauchleitung verlegt werden konnten.
Fahrgestell
- Rohrrahmen mit Drehstabfederachse
- Spurweite: 1310 mm
- Geringste Bodenfreiheit: 180 mm
- Zugelassene Höchstgeschwindigkeit: 80 km/h

Masse
- Zulässige Gesamtmasse: 300 kg
- Vorhandene Gesamtmasse: 300 kg
- Nutzmasse: 175 kg

Abmessungen
- Länge mit Deichsel: 2.170 mm
- Breite: 1.510 mm
- Höhe: 1.170 mm
- Deichselhöhe: 400 mm

### Technische Daten Tragkraftspritze 8
Abmessungen
- Länge: 880 mm
- Breite: 590 mm
- Höhe: 850 mm

Masse

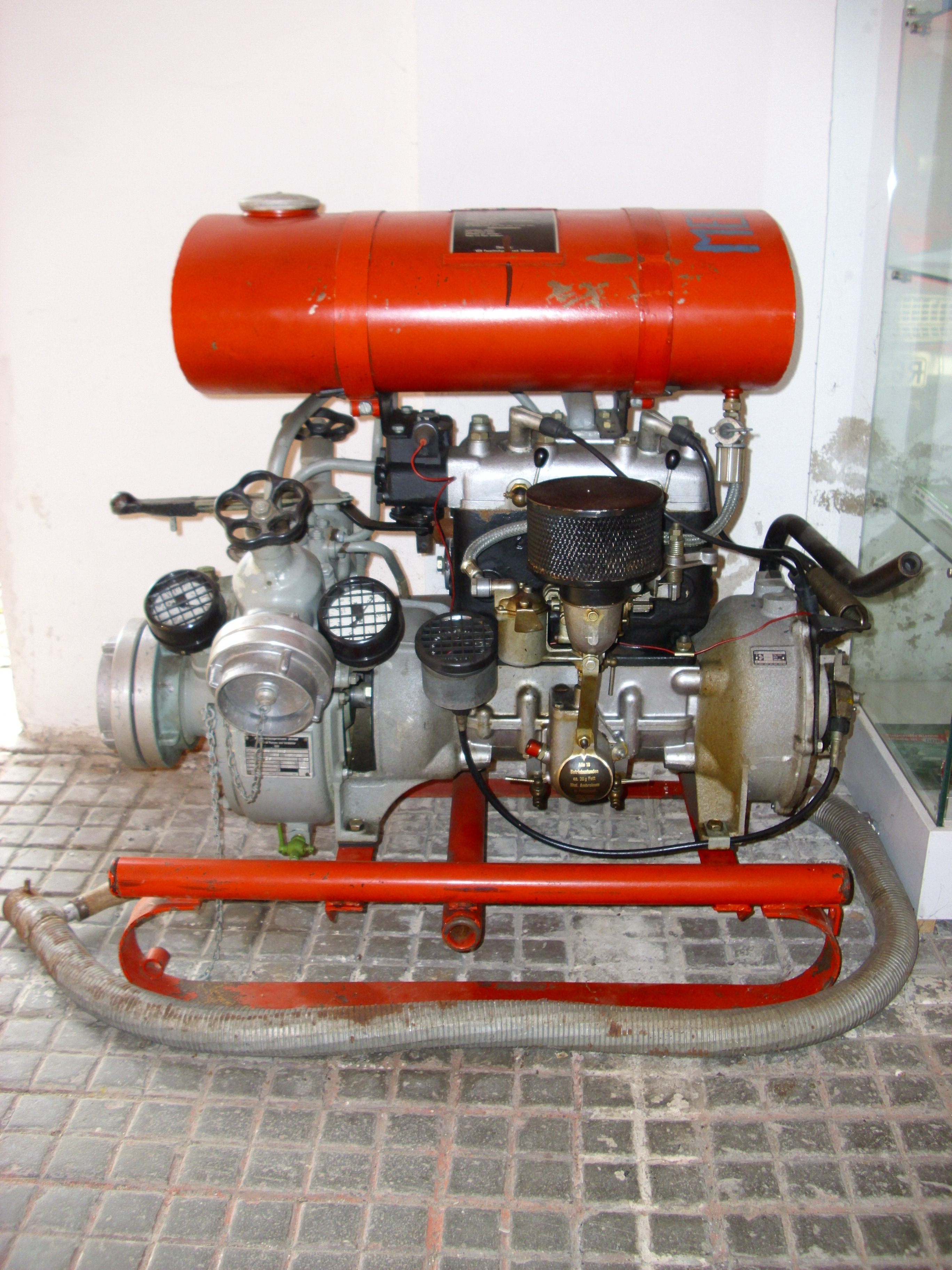
Tragkraftspritze 8/8

- Gesamtmasse (betankt) ca. 155 kg
- Motor: ≈ 70 kg
- Feuerlösch-Kreiselpumpe: ≈ 45 kg

Motor
- Hersteller: VEB Barkas-Werke
- Bauart: 2-Zylinder, 2-Takt-Otto, wassergekühlt
- Typ: ZW 1103
- Leistung: 20,6 kW (28 PS) bei n = 3000 l/min
- Hubraum: 1100 cm³
- Kraftstoffnormverbrauch: ≈ 14 l/h
- Tankinhalt: 28 l
- Geräuschpegel: 90 dB

Feuerlöschkreiselpumpe T 83.1
- Stufenzahl: 2
- Nenndruck: 0,8 MPa (8 bar)
- Nennförderstrom: 800 l/min
- Nennförderhöhe: 80 m
- Geodätische Saughöhe: 1,50 m
- Max. Saughöhe 7,5 m
- Entlüftungsvorrichtung: Frischgas-Gasstrahler

### Feuerwehrtechnische Bestückung
- 3 Druckluft-Atemgeräte
- 1 Mundbeatmungsgerät
- 1 Kfz-Sanitätskasten
- 3 Fangleinen, 30 m
- 3 Tragebeutel für Fangleinen
- 1 Tragkraftspritze 8
- 1 TS-Werkzeugkasten
- 1 Schlauchhaspel, tragbar

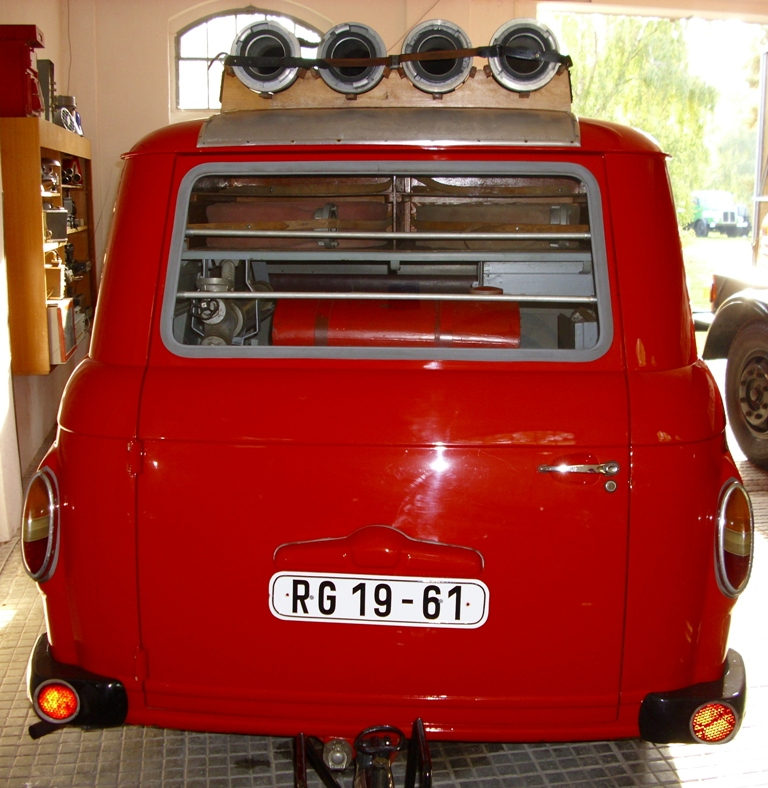
Geräteraum

- 1 Schlauchhaspel, fahrbar mit 10 B-Druckschläuchen, 20 m
- 4 B-Druckschläuche, 20 m
- 1 B-Druckschlauch, 5 m
- 7 C-Druckschläuche, 20 m
- 1 D-Druckschlauch, 5 m
- 1 BV-Strahlrohr
- 3 CM-Strahlrohre
- 1 D-Strahlrohr
- 1 Verteiler B–CBC bzw. 2 B–CBC
- 1 Standrohr 2 B
- 1 Schlüssel für Unterflurhydrant
- 1 Schlüssel für Überflurhydrant
- 3 Kupplungsschlüssel
- 4 A-Saugschläuche, 2,50 m
- 1 A-Saugkorb
- 1 Schutzkorb
- 1 Schwimmboje
- 3 Übergangsstücke B–C
- 1 Übergangsstück A–B
- 3 Schlauchhalter
- 4 Schlauchbinden B–C
- 1 Schlauchbinden-Tragetasche
- 1 Schlauchhalteriemen T
- 1 Schlauchhalteriemen F
- 1 B-Kuppelscheibe
- 1 C-Kuppelscheibe
- 2 Schnallriemen für Kuppelscheibe
- 1 Kübelspritze 10 l
- 1 Handfeuerlöscher (Halon)
- 1 Segeltucheimer 10 l
- 4 Signaltaschenlampen
- 1 Handscheinwerfer
- 1 Rücklichtlampe oder Blinkleuchte
- 1 Feuerwehraxt
- 1 Zugsäge, 1.200 mm
- 1 Spaten
- 1 Pionierspaten, kurz
- 1 Brechwerkzeug
- 1 Werkzeugtasche
- 1 Arbeitsleine, 15 m
- 1 Trichter mit Sieb
- 1 Buchse oder Plastebeutel mit je vier A-, B-, C- und zwei D-Dichtungen
- 1 Schutzdecke für Schlauchhaspel-Nachläufer

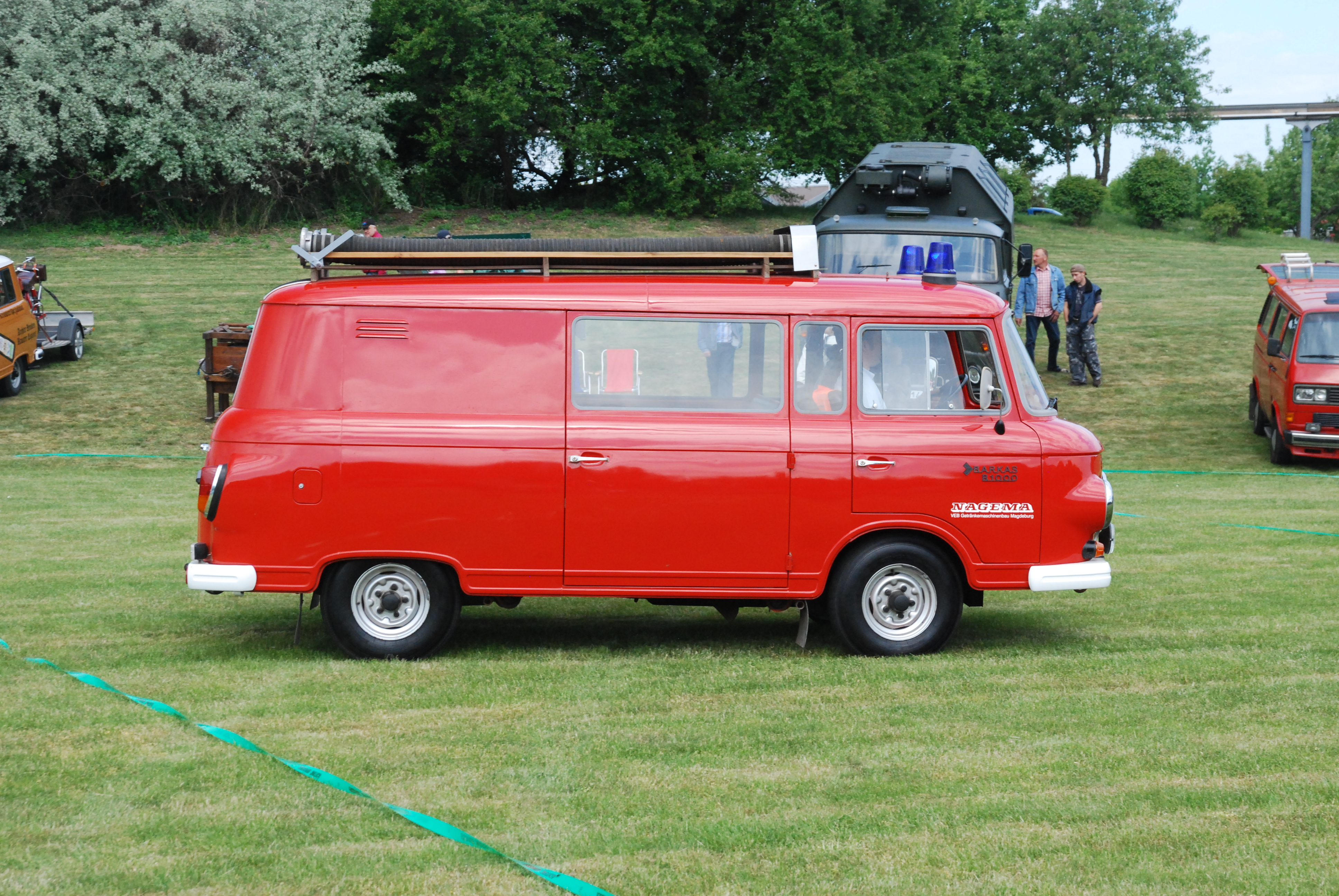
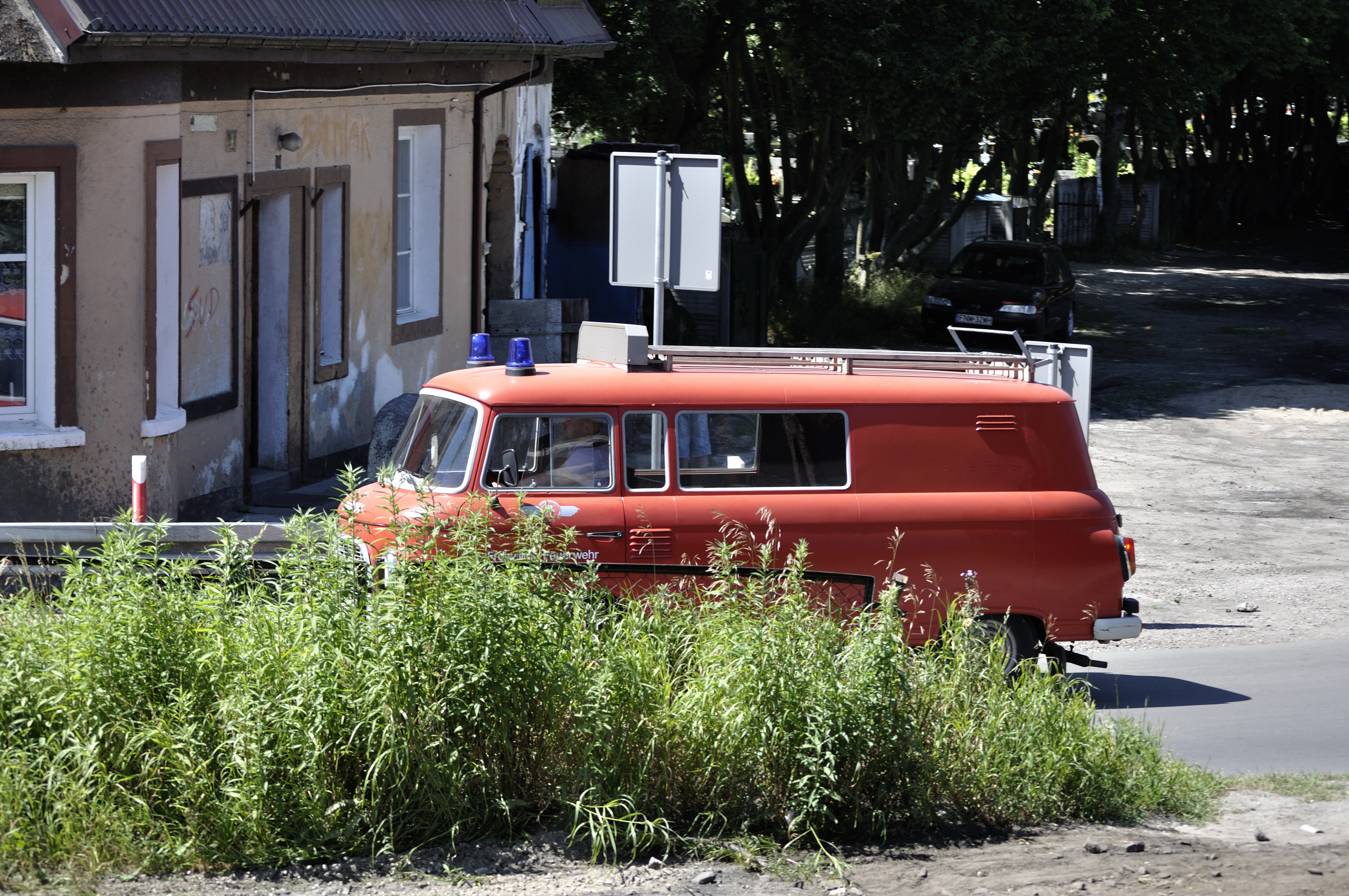
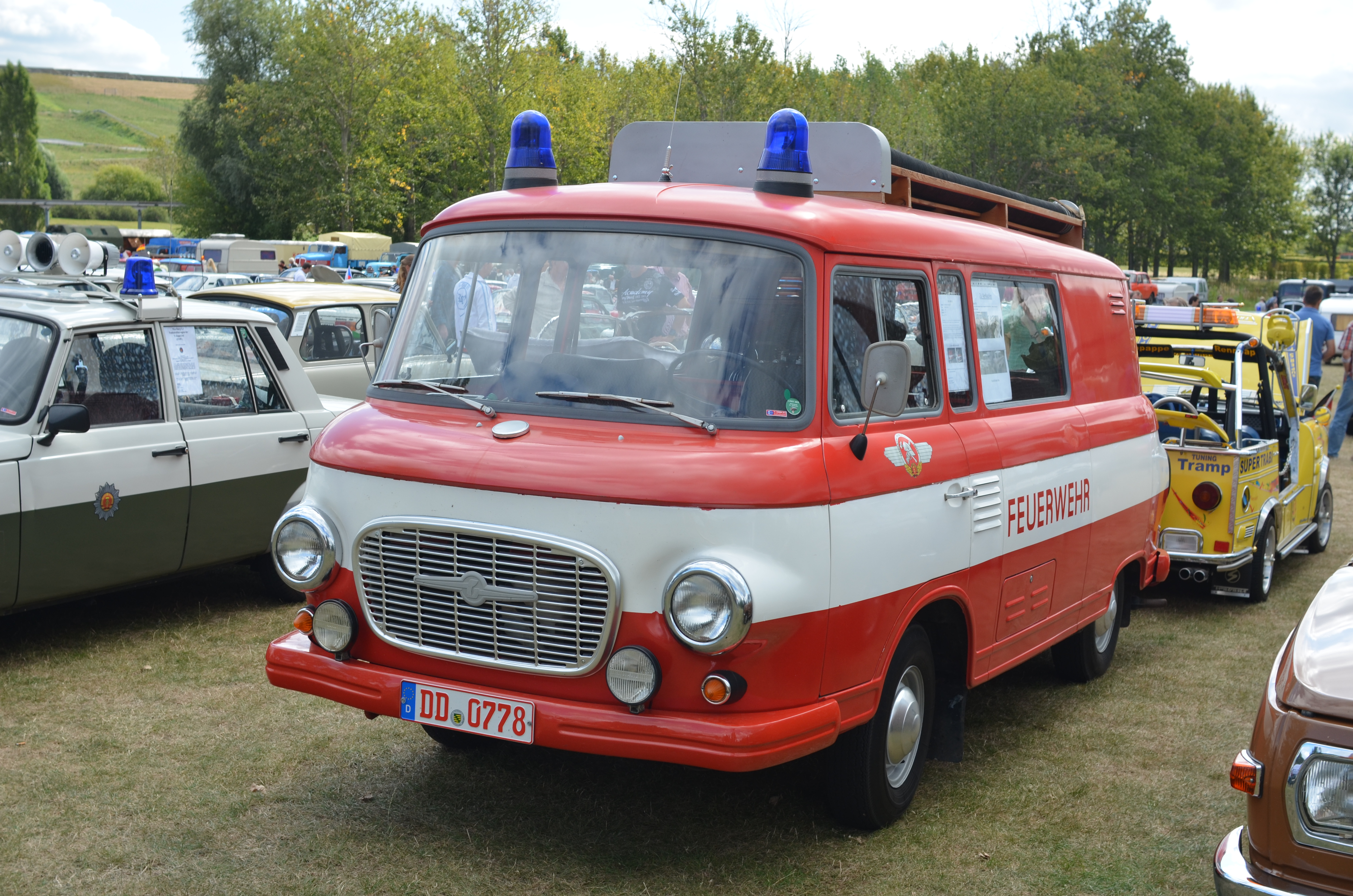
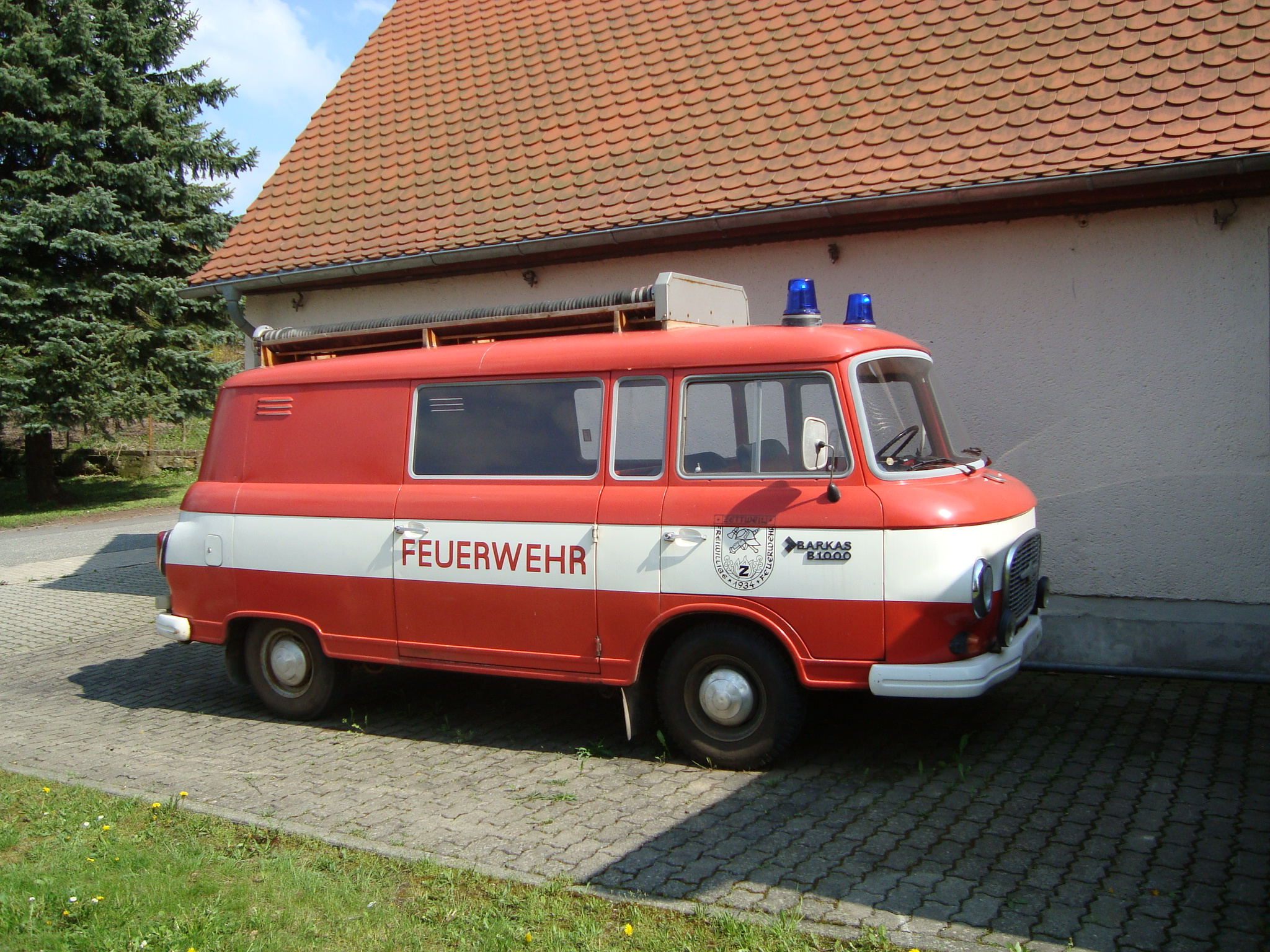
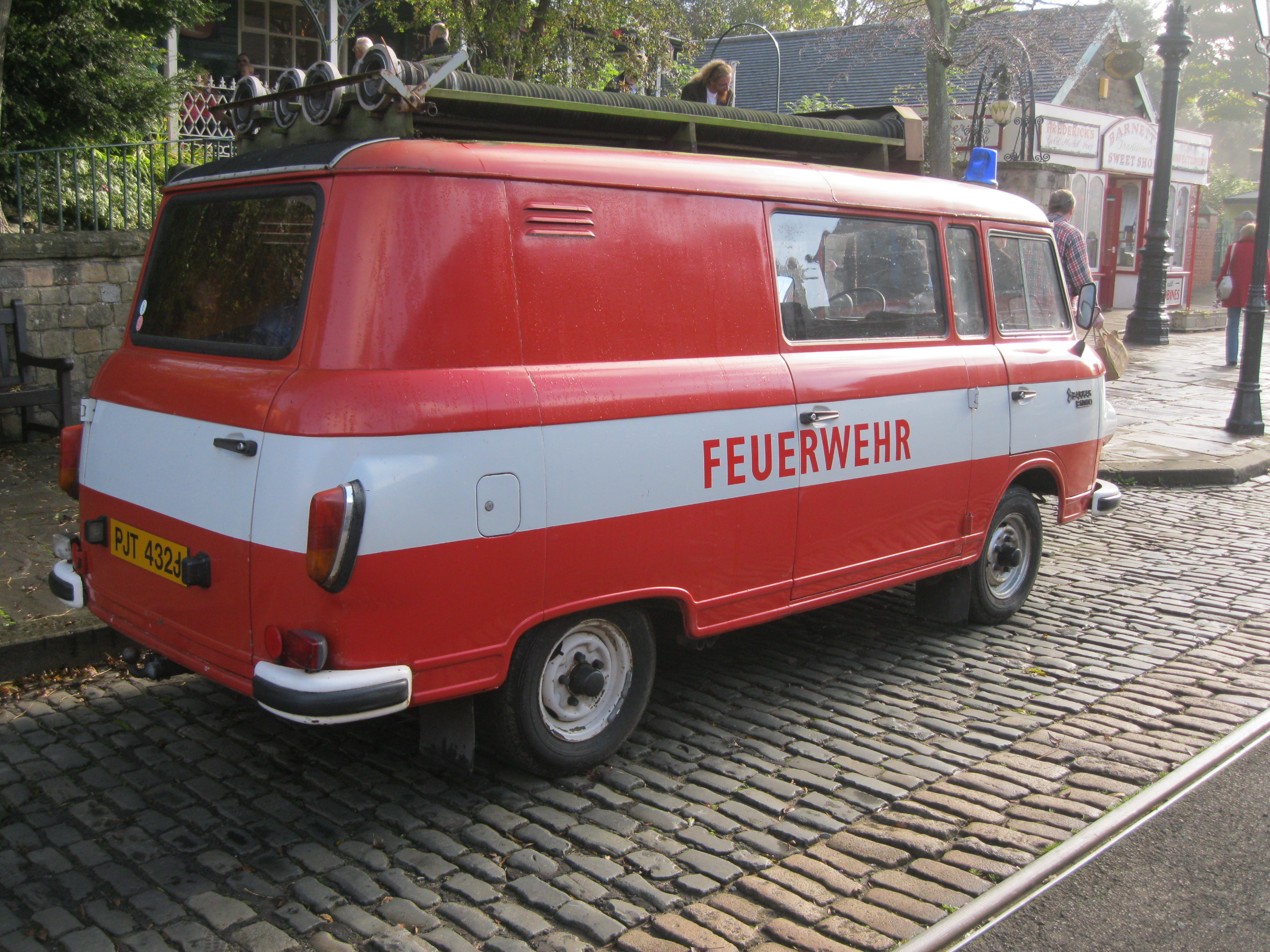
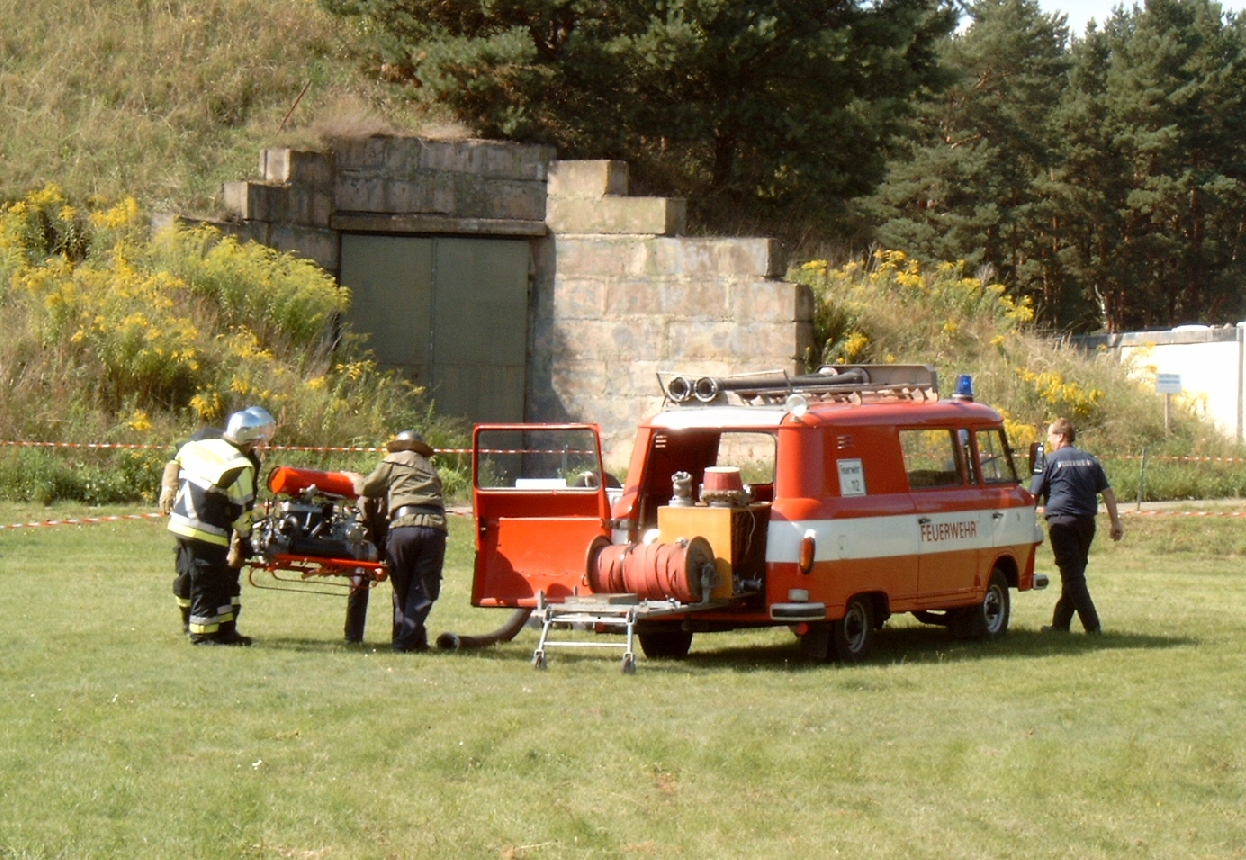
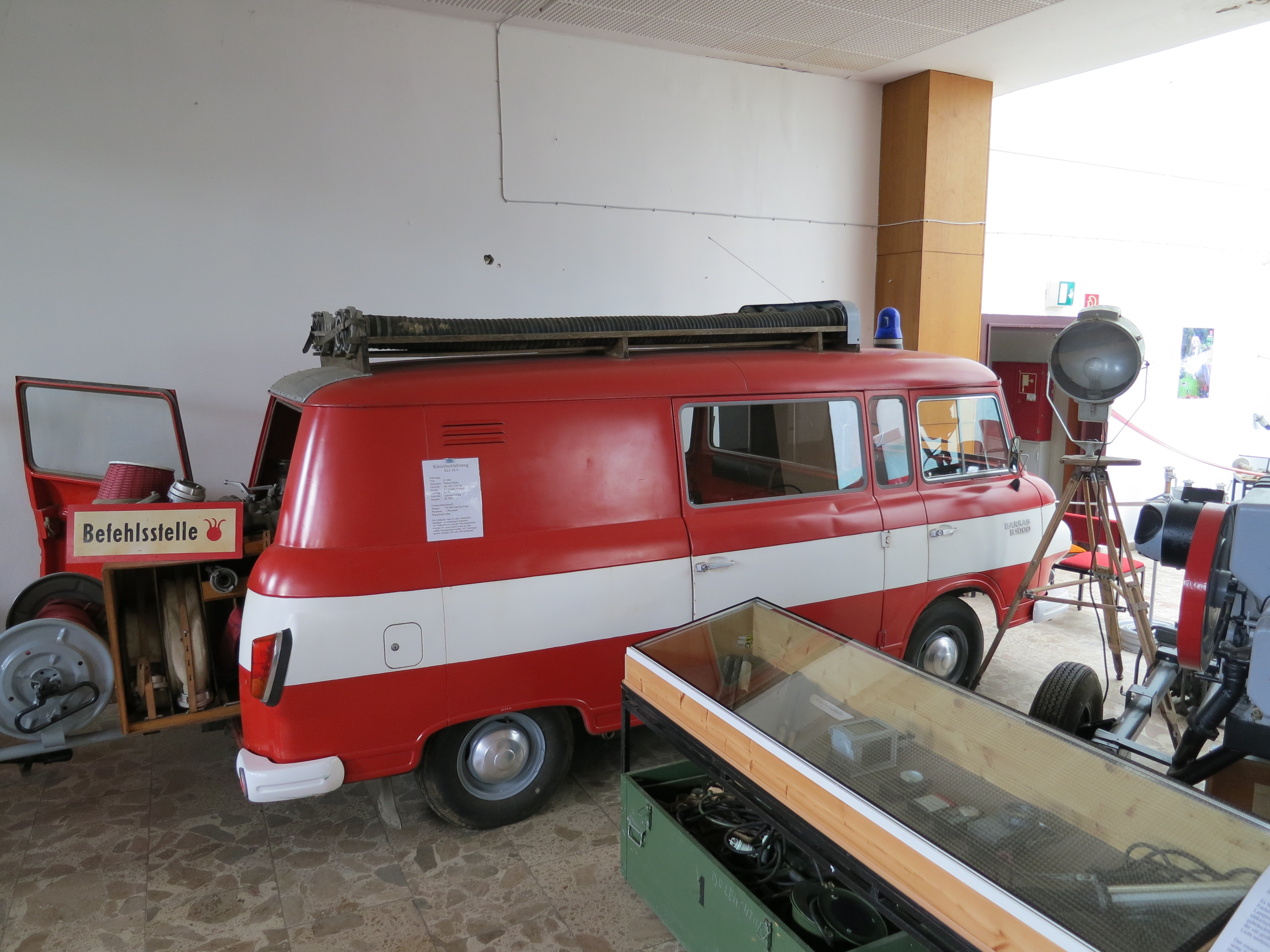

- 1 Meldertasche
- 9 Paar Feuerwehr-Schutzhandschuhe

## LF-TS 8

### Löschgruppenfahrzeug LF-TSA
Die erste Generation der Löschgruppenfahrzeuge mit eingeschobener Tragkraftspritze (TS 8) begann 1949 mit dem Bau von LF-TSA auf Granit-27-Fahrgestell in den VEB IFA Lastwagen- und Motorenwerken Phänomen Zittau. Die Entwicklung dieser Löschfahrzeuge geht zurück auf die Ära vor 1945 mit der Bezeichnung Leichtes Löschgruppenfahrzeug (LLG) auf 1,5- bis zur 3,0-Tonnen-Klasse der bekannten Daimler-Benz- und Opel-Blitz-Fahrgestelle. Mit der Erhöhung der Nutzlast auf 2,0 t wurden ab 1952 die nun längst in den Städten und Betrieben erwarteten Löschfahrzeuge aus der VEB Maschinenfabrik Görlitz geliefert.
Die vom Aufbau getrennte Gruppenkabine wurde in der damals üblichen Gemischtbauweise (Stahl, Holz) gefertigt und bot ausreichend Platz für eine Besatzung von 1:8 (neun Feuerwehrleute). Behelfsmäßig konnte in der Mannschaftskabine für den Krankentransport eine Krankentrage eingehängt werden. Ein Arbeitsscheinwerfer an der Beifahrerseite konnte mittels Verlängerung zur besseren Ausleuchtung der Einsatzstelle sorgen. Zur besseren Verkehrssicherheit im Einsatz sorgten die blauen Leuchten auf dem Dach der Fahrerkabine.
Der Aufbau wurde in der üblichen Gemischtbauweise (Stahl, Holz) gefertigt, wo sich durch die Erhöhung der maximalen Zuladung auf 2 t eine optimale und vielfältige Rettungs- und feuerwehrtechnische Ausrüstung befindet. Eine eingeschobene Tragkraftspritze (TS 8) mit einer Nennförderleistung von 800 l/min bei einem Nennförderdruck von acht bar und einer Nennförderhöhe von 1,5 m befindet sich heckseitig im Fahrzeugaufbau. Ein ausklappbarer Einschub befindet sich zur leichteren Entnahme der Tragkraftspritze im Heck. Die Tragkraftspritze gestattete es, aus schwer erreichbaren Wasserentnahmestellen Löschwasser zu fördern oder als Verstärkerpumpe die Wasserversorgung über lange Wegstrecken aufrechtzuhalten. Zusätzlich wurde in der Regel ein Schlauchtransportanhänger (STA) mit 420 Metern B-Schlauchmaterial (in Buchten) für die Wasserversorgung über lange Wegstrecken mitgeführt, welches auch während der Fahrt verlegt werden kann.
Auf dem Aufbau befinden sich
- vier Steckleiterteile,
- Einreißhaken,
- Krankentrage,
- Schlauchbrücken,
- Weidenschutzkorb und
- Auffangwannen,

die über die Aufstiegsklappen am Heck erreicht und entnommen werden können.
Der Granit 27 war in den 1950er- und 1960er-Jahren als Vorreiter der Standardfahrzeuge in den städtischen und betrieblichen Feuerwachen großflächig anzutreffen. Er erreicht mit seinem seitengesteuerten Vierzylinder-Viertakt-Ottomotor mit 36,8 kW (50 PS) Leistung eine Höchstgeschwindigkeit von 83 km/h. Zur Brandbekämpfung, Gefahrenbeseitigung und/oder technischen Hilfeleistung konnte das Löschfahrzeug selbstständig oder mit dem Tanklöschfahrzeug und der Drehleiter als Löschzug eingesetzt werden.

## LF-Lkw-TS 8-STA
Löschgruppenfahrzeug-Lastkraftwagen-Tragkraftspritze 8-Schlauchtransportanhänger (LF-Lkw-TS 8-STA), oft auch kurz LF 8-STA genannt.

### Typ Garant 30 K
Baujahre: 1953–1961

#### Technische Daten Löschfahrzeug
Besatzung
- Zugelassene Personenzahl: 9
- Einsatzkräfte: 1:8

Motor
- Bauart: 4-Zylinder, 4-Takt-Otto, luftgekühlt
- Leistung: 44,1 kW (60 PS) bei n = 2800 l/min
- Drehmoment: 185 Nm bei n = 1600 l/min
- Hubraum: 3000 cm³
- Kraftstoffnormalverbrauch: 22 l je 100 km VK-Gemisch
- Höchstgeschwindigkeit: 80 km/h
- Dauergeschwindigkeit: 70 km/h
- Steigvermögen: 62 %
- Reichweite: 350 km

Getriebe
- 5-Gang-Wechselgetriebe
- 1 Rückwärtsgang
- 2. bis 5. Gang synchronisiert
- Verteilergetriebe mit Geländegang und Allradantrieb

Fahrgestell
- Typ: Garant 30 K
- Radstand: 3770 mm
- Kleinster Wendekreisdurchmesser: 16 m

Bremsen
- 4-Rad, hydraulisch
- Handbremse mechanisch auf Hinterräder wirkend

Massen, Lasten
- Zulässiges Gesamtgewicht: 4380 kg
- Vorhandene Gesamtmasse: 4280 kg
- Zulässige Anhängelast, auflaufgebremst: 3000 kg

Abmessungen
- Fahrzeuglänge: 6085 mm
- Fahrzeuglänge mit STA: 9285 mm
- Fahrzeugbreite: 2114 mm
- Fahrzeughöhe: 2585 mm

Laderaum
- Nutzbare Größe: 8 m³
- Länge: 2800 mm
- Breite: 1800 mm
- Höhe: 1600 mm

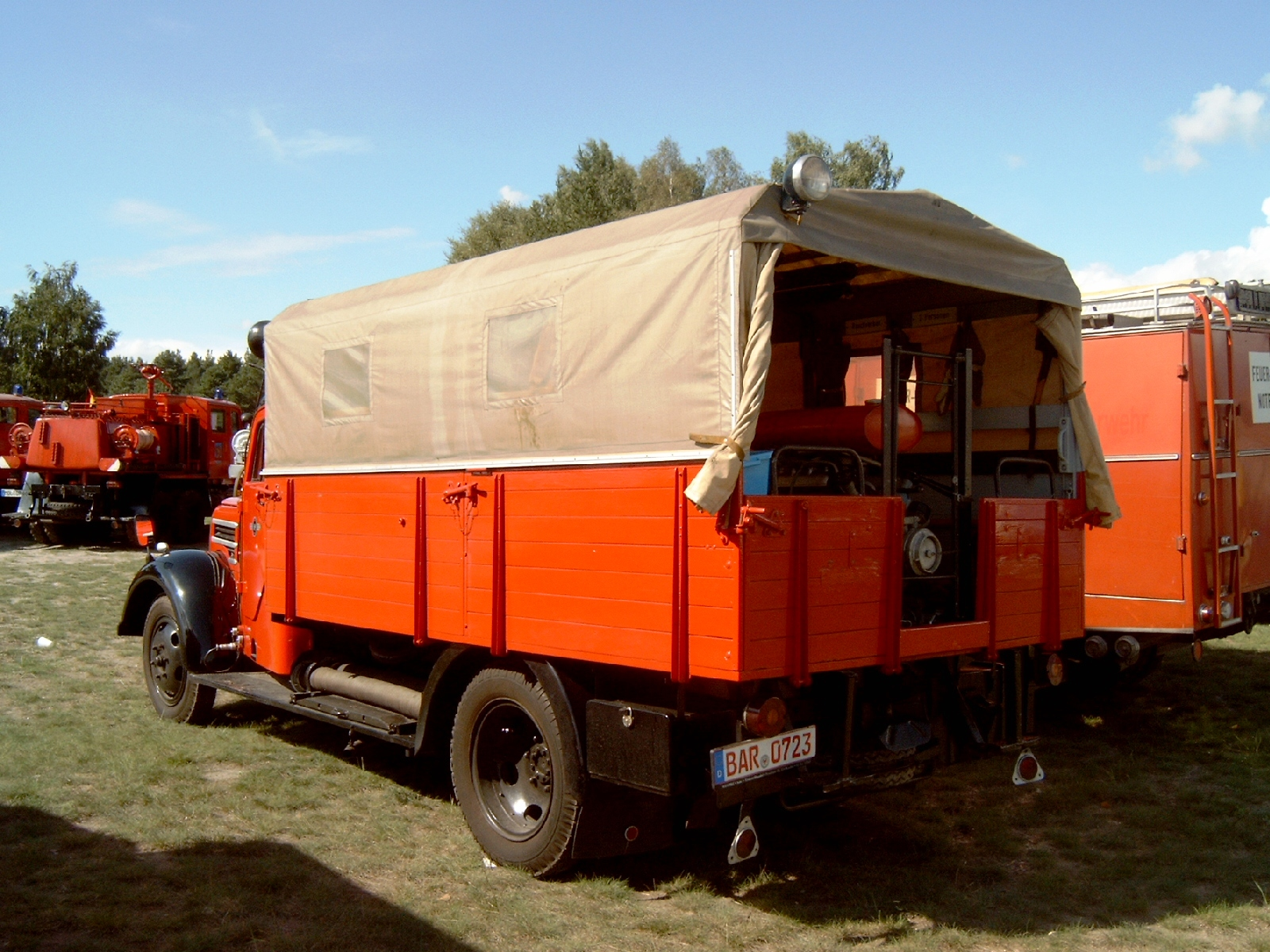
Heckansicht
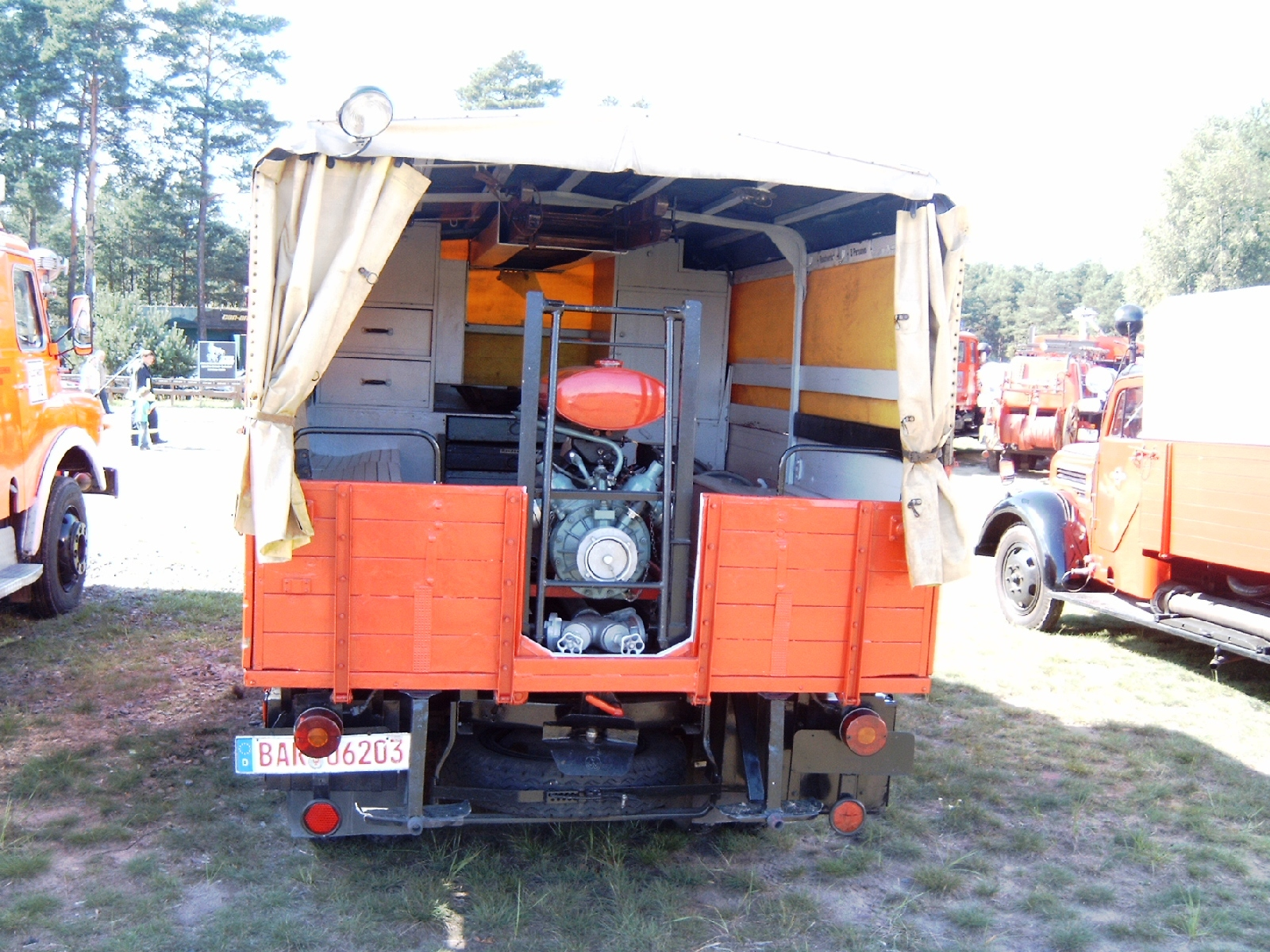
Mannschaftsraum
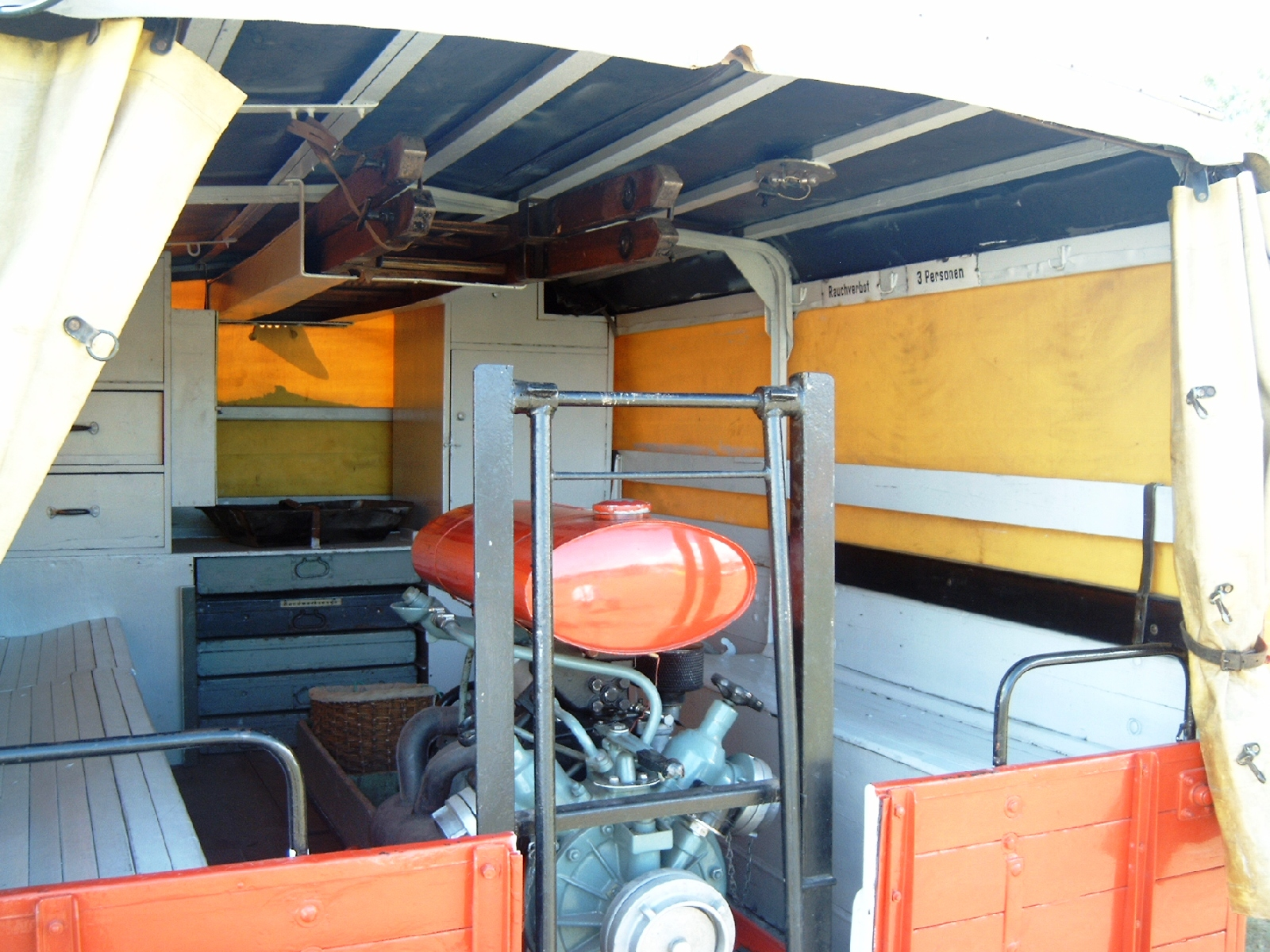
Mannschaftsraum mit Tragkraftspritze TS 8
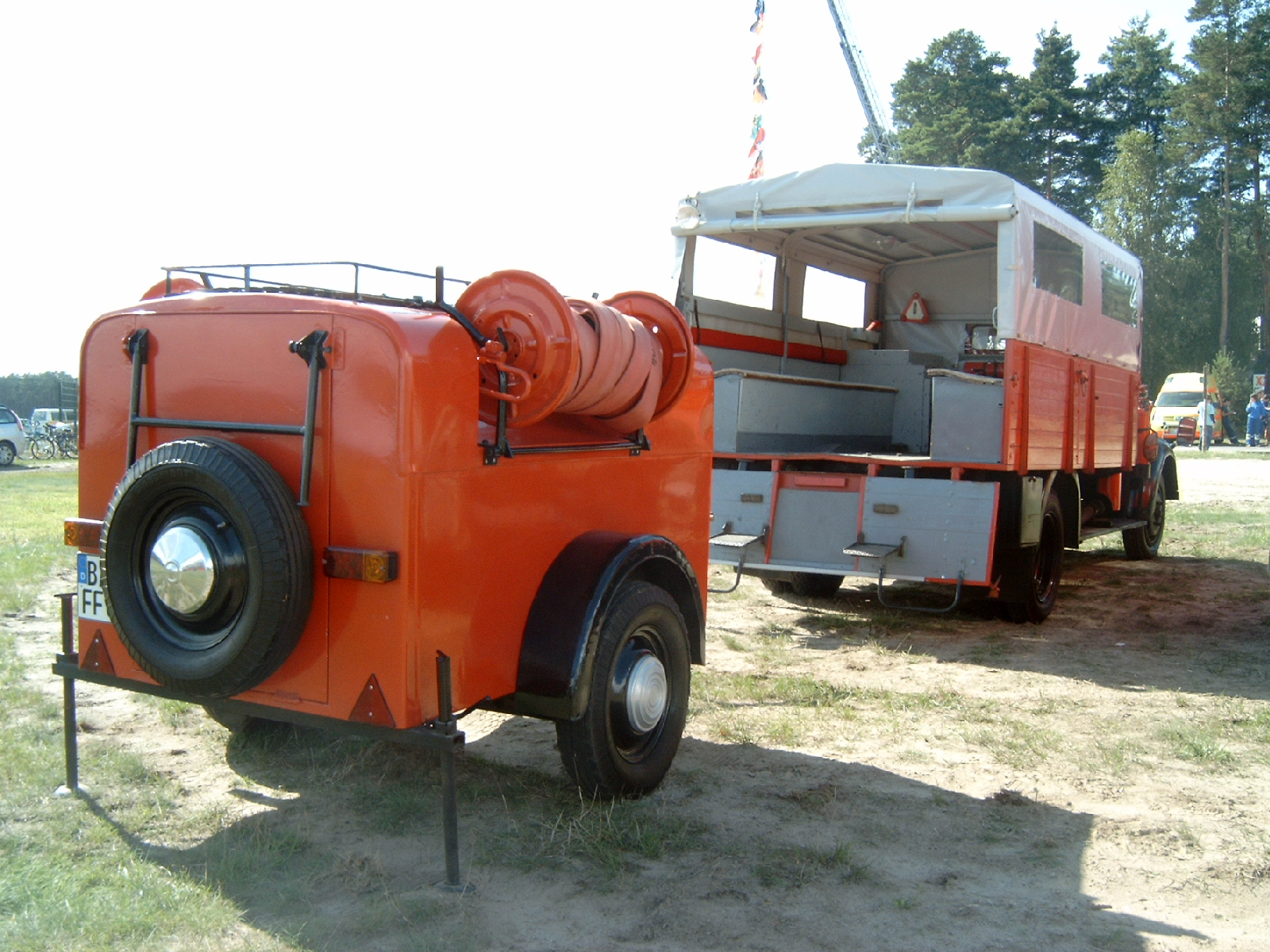
Heckansicht mit Schlauchtransportanhänger STA
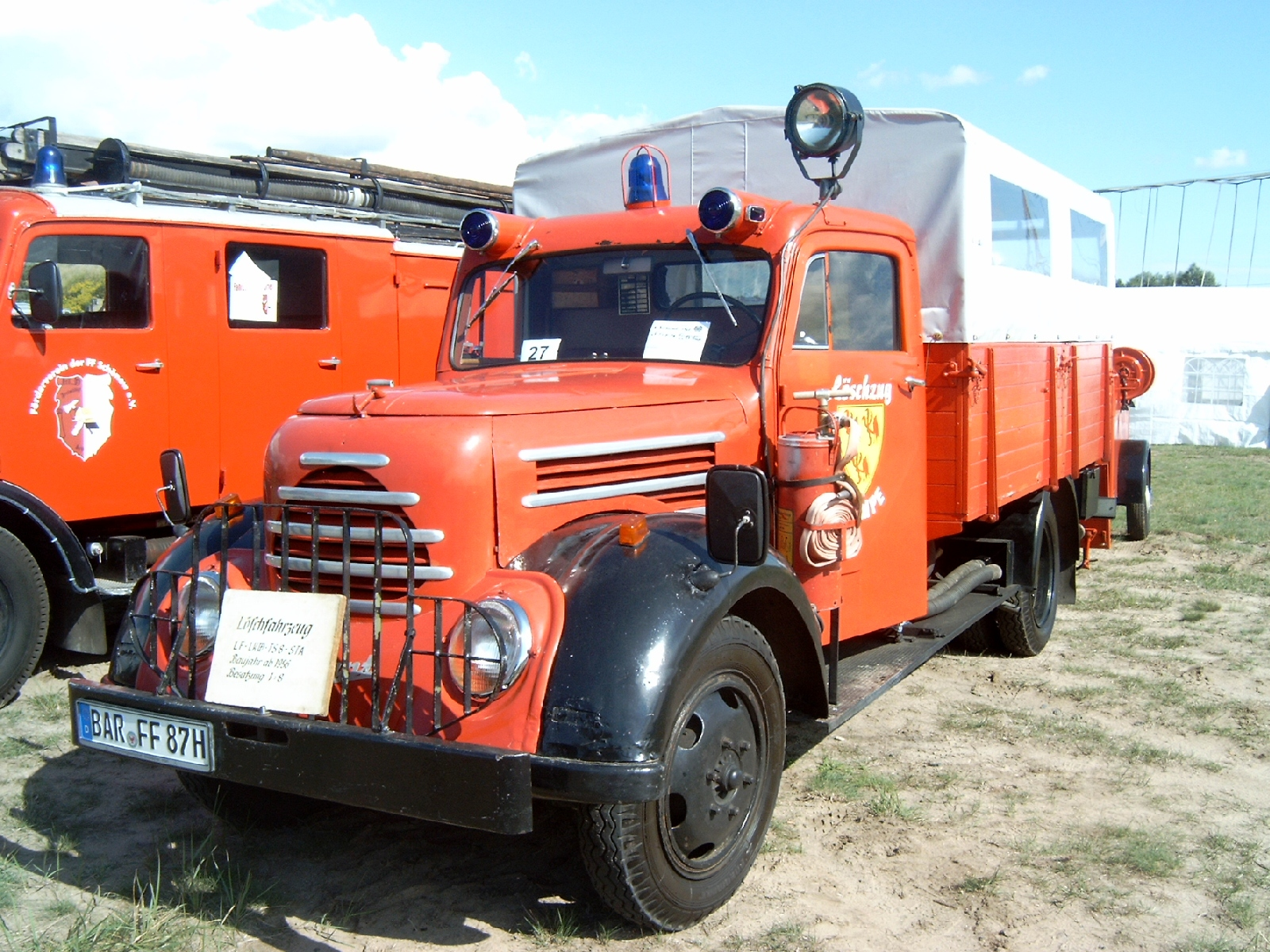
Freiwillige Feuerwehr Trampe

### Typ LO 1800 A
Baujahre: 1961–1967

#### Löschgruppenfahrzeug LF-Lkw-TS 8-STA
Ab 1961 wurde die neue Generation der Frontlenker-Lkw auf Robur-Fahrgestelle aus dem VEB Robur-Werke Zittau eingeleitet und ersetzte somit alle Vorgängermodelle des Garant 30 K. Als Basisfahrzeuge für Löschfahrzeuge auf Pritschenwagen waren vorerst die allradgetriebenen Fahrgestelle mit einer Nutzlast von 1,8 Tonnen vorgesehen. Da sich das Prinzip, einen Lkw kostengünstig zu einem Löschfahrzeug umzurüsten, schon beim Garant bewährt hatte, nutzte man diese weiter und setzte die leicht modifizierten Aufbauten des Garant auf Robur-Fahrgestelle um. Eine bessere Bodenfreiheit zusammen mit den Geländereifen steigerten die Einsatzmöglichkeiten in schwierigen Geländeabschnitten.
Die Fahrerkabinen wurden mit zahlreichen Neuerungen und Zusatzausrüstungen gegenüber dem Vorgängermodell ausgestattet, darunter die aufstellbare Frontscheibe und ein separater Fahrer- sowie Beifahrersitz. Die zivile Rundumsichtkabine ist in Ganzstahlbauweise gefertigt und bot dem Maschinist und dem Gruppenführer sowie kleinen technischen Gerätschaften ausreichend Platz. Anfangs waren die Türen noch in Fahrtrichtung zu öffnen, was aber aus Sicherheitsgründen nachträglich geändert wurde. Mittels Steckverbindung kann auf der Fahrerkabine je nach Baujahr links oder rechts ein Suchscheinwerfer befestigt werden, der mittels Netzanschluss an der Fahrzeugfront gespeist wird. Da es sich ursprünglich bei der Allradvariante um Militärfahrzeuge handelt, sind die typischen Merkmale wie Dachluke über den Beifahrersitz (Gruppenführer), wasserdichte Scheinwerfer und eine Motorkurbel (wenn Batterie leer) vorhanden; hier ist die Rundumsicht der Fahrerkabine auch eingeschränkt.
Der Aufbau ist wie beim Garant (LF-Lkw) palettenartig und in Gemischtbauweise (Stahl, Holz und Segeltuch) gefertigt, wo die Mannschaft (bis zu neun Feuerwehrleute) und die umfangreiche feuerwehrtechnische Ausrüstung ihren Platz finden. Zur Brandbekämpfung wird eine Tragkraftspritze TS 8 mit einer Nennförderleistung von 800 l/min bei einem Nennförderdruck von 8 bar heckseitig auf einer ausklappbaren Halterung transportiert.
Die Entnahme der Tragkraftspritze bereitet einige Schwierigkeiten, da der Nachläufer abgehängt werden muss, sowie die Entnahme durch die erhöhte Pritsche. Sperrige Geräte wie zwei Steckleiterteile und eine Krankentrage befinden sich unter der Plane über Kopfhöhe verstaut. Ein 0,5 kVA leistendes Benzin-Elektro-Aggregat für die Speisung der Arbeitsscheinwerfer rundet die Einsatzmöglichkeiten ab. Sechs Stück A-Sauglängen befinden sich direkt unter dem Aufbau in einem separaten Kasten. Für Wintereinsätze war eine Heizung für die Mannschaft auf der Pritsche installiert. Zusätzlich wurde in der Regel ein Schlauchtransportanhänger (STA) mit 600 Meter B-Schlauchmaterial (in Buchten) für die Wasserversorgung über lange Wegstrecken, welches auch während der Fahrt verlegt werden kann, mitgeführt.
Der Robur 1800 A erreicht mit seinem luftgekühlten kopfgesteuerten Vierzylinder-Viertakt-Ottomotor mit 51,5 kW (70 PS) Leistung eine Höchstgeschwindigkeit von 80 km/h. Zur Brandbekämpfung, Gefahrenbeseitigung und/oder technischen Hilfeleistung wurde das Löschfahrzeug überwiegend in ländlichen Regionen eingesetzt.
Umgangssprachlich wurde der Robur 1800 wegen seines markanten Kühlergrills „Fischmaul“ genannt.

#### Technische Daten Löschfahrzeug
Besatzung
- Zugelassene Personenzahl: 9
- Einsatzkräfte: 1:8

Motor
- Bauart: 4-Zylinder, 4-Takt-Otto, luftgekühlt
- Leistung: 51,5 kW (70 PS) bei n = 2800 l/min
- Drehmoment: 220 Nm bei n = 1900 l/min
- Hubraum: 3345 cm³
- Kraftstoffnormalverbrauch: 22 l je 100 km VK-Gemisch
- Höchstgeschwindigkeit: 80 km/h
- Dauergeschwindigkeit: 70 km/h
- Steigvermögen: 37 %
- Steigvermögen, Geländegang: 82 %
- Reichweite: 400 km

Getriebe
- 5-Gang-Wechselgetriebe
- 1 Rückwärtsgang
- 2. bis 5. Gang synchronisiert
- Verteilergetriebe mit Geländegang und Allradantrieb

Fahrgestell
- Typ: LO 1800 A
- Radstand: 3025 mm
- Kleinster Wendekreisdurchmesser: 13,9 m

Bremsen
- 4-Rad, hydraulisch, 2-Kreis
- Handbremse mechanisch auf Hinterräder wirkend

Massen, Lasten
- Zulässiges Gesamtgewicht: 5250 kg
- Vorhandene Gesamtmasse: 5150 kg
- Zulässige Anhängelast, ungebremst: 1500 kg
- Zulässige Anhängelast, auflaufgebremst: 3000 kg

Abmessungen
- Fahrzeuglänge: 5755 mm
- Fahrzeuglänge mit STA: 8955 mm
- Fahrzeugbreite: 2365 mm
- Fahrzeughöhe: 2770 mm

Laderaum
- Nutzbare Größe: 10 m³
- Länge: 2900 mm
- Breite: 2100 mm
- Höhe: 1620 mm

### Typ LO 1801 A
Baujahre: 1968–1976

#### Löschgruppenfahrzeug LF8-TS8-STA

Vorbaupumpe 8/8

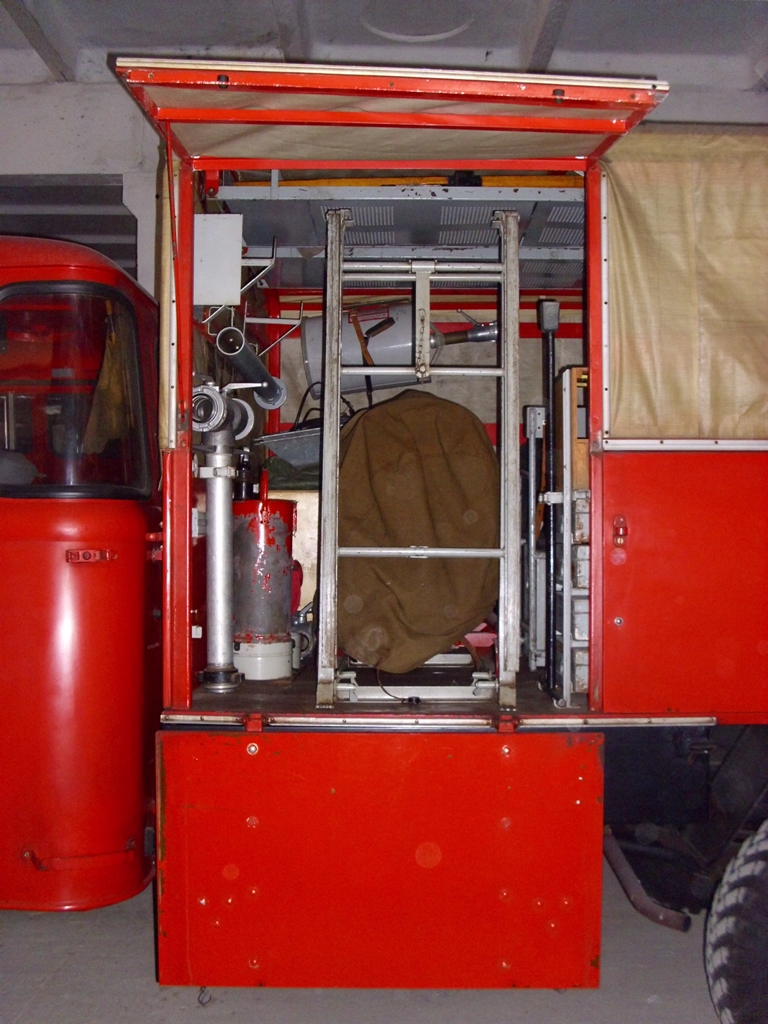
Seitlich eingeschobene Tragkraftspritze (abgedeckt)

Mannschaftsraum

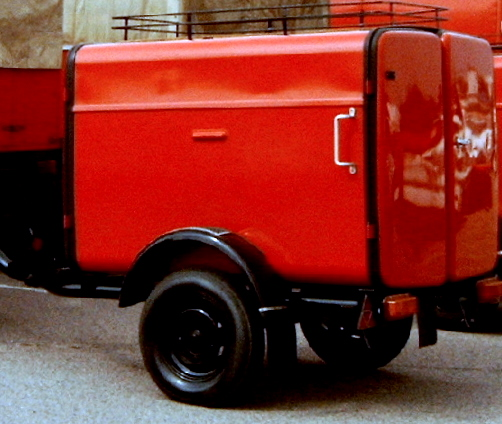
Schlauchtransportanhänger als Nachläufer

Das Prinzip, einen Lkw kostengünstig zu einem Löschfahrzeug umzurüsten, hatte sich zu der Zeit bewährt, als die Möglichkeiten der Beschaffung an Material sehr eingeschränkt waren. Somit entstand aus einer Notlösung eine vollständige Serie an Löschfahrzeugen. Im Feuerlöschgerätewerk Görlitz wurden nun neue Konzepte ausgearbeitet, um die Löschfahrzeuge noch effektiver für die technische Hilfeleistung und den Löschangriff zu bestücken. Diese Fahrzeuge sollten für jede Art Einsatz so flexibel wie möglich einsetzbar sein. Somit entstand eine neue Generation der Löschfahrzeuge in Gemischtbauweise auf Lkw-Basis, die ab 1968 Bestandteil der Feuerwachen und Betriebsfeuerwehren der Republik waren.
Gute Fahreigenschaften im Gelände, Watfähigkeit und Steigfähigkeit waren Bestandteil und Mindestanforderungen, um auch in sehr unwegsamem Gelände einsetzbar sein zu können. Da es sich ursprünglich bei der Allradvariante um Militärfahrzeuge handelt, sind die typischen Merkmale wie Dachluke über den Beifahrersitz (Gruppenführer), wasserdichte Scheinwerfer und die aufstellbare Frontscheibe des Fahrers vorhanden.
Ab 1968 begann für die Feuerwehr die Serienfertigung der Löschfahrzeuge LF 8-TS 8-STA im VEB Feuerlöschgerätewerk Görlitz auf allradgetriebene Fahrgestelle des Typs Robur 1801 A und lösten den leistungsschwächeren Typ LO 1800 T ab.
Die Fahrerkabine wurde komplett neu überarbeitet und mit Zusatzausrüstungen gegenüber dem Vorgängermodell ausgestattet. Die Kabine wurde in Ganzstahlbauweise gefertigt und bot den Fahrer (Maschinist) und Gruppenführer ausreichend Platz. Die blauen Blinkleuchten auf der Fahrerkabine wurden zur besseren Verkehrssicherheit im Einsatz durch blaue Rundumkennleuchten ersetzt. Mittels Steckverbindung kann auf der Fahrerkabine je nach Baujahr links oder rechts ein Suchscheinwerfer befestigt werden, der mittels Netzanschluss an der Fahrzeugfront gespeist wird. Neuerdings befand sich vorn hinter der Kühlerverkleidung eine festeingebaute vom Fahrzeugmotor angetriebene Vorbaupumpe (FPV 8/8), die eine Nennförderleistung von 800 l/min bei einem Nennförderdruck von acht bar erreicht.
Der Aufbau wurde übersichtlicher sowie flexibel austauschbar in Gemischtbauweise (Stahl, Holz, Kunststoff) gefertigt und eingerichtet, wo die umfangreiche feuerwehrtechnische Ausrüstung sowie die Mannschaft (bis zu acht Feuerwehrleute) ausreichend Platz finden. Zusätzlich hervorstechend war hier die lichtdurchlässige Plane als Neuerung zu den Vorgängermodellen. Die TS 8 ist seitlich auf einem ausklappbaren Tragegestell eingeschoben; somit muss der Nachläufer nicht abgekuppelt werden, wenn die Tragkraftspritze entnommen werden soll. Das Tragegestell der TS 8 kann als Bock oder als Rutsche für die Entnahme verwendet werden. Die Tragkraftspritze (TS 8) kann zur Wasserentnahme an schlecht erreichbaren Stellen oder als Verstärkerpumpe eingesetzt werden oder für den Schaumangriff auch gegen ein Leichtschaumgenerator (LSG 4/400 T) variabel ausgewechselt werden. Diese Fahrzeuge auf Lkw-Basis können in zahlreichen Varianten zügig und unkompliziert umgerüstet werden, wie:
- Das Mannschaftstransportfahrzeug kann bis zu 18 Personen transportieren, hier werden einfach die Gerätekästen entnommen und durch Sitzbänke ersetzt.
- Der Gerätewagen ist mittels aufgeprotztem Kranausleger (1 Mp) am hinteren Rahmen für den Bergeeinsatz und/oder Rettungseinsätze für Mensch und Tier geeignet. Zubehör wie Flaschenzug und Zugketten werden in separaten Kästen im Fahrzeug mitgeführt. Der Kranausleger wird grundsätzlich im Feuerwehrhaus gelagert, er wird nur für Kraneinsätze mitgeführt.
- Der Schlauchwagen wird mittels eines Schlauchkasten-Einschubs aufgerüstet, hierfür werden die Sitzbänke entnommen. Im Schlauchkasten befinden sich 600 m B-Schlauchmaterial.
- Das Tanklöschfahrzeug mit einer Gummitankblase von 900 Litern Fassungsvermögen kann als Vorratsspeicher bei der Bekämpfung von Wald- oder Flächenbränden verwendet werden.
- Der Lastkraftwagen ist als Mehrzweckfahrzeug einsetzbar. Hier wurden sämtliche Gerätekästen und Sitzbänke entnommen.

Es besteht eine Sprechverbindung vom Mannschaftsraum zur Fahrerkabine, sperrige Geräte wie vier Steckleiterteile, Klappleiter, Einreißhaken befinden sich unter der Plane über Kopfhöhe verstaut. Ein Notstromaggregat mit einer elektrischen Leistung von 0,5 kW für die Speisung der Arbeitsscheinwerfer rundet die Einsatzmöglichkeiten ab. Sechs Stück A-Sauglängen befinden sich direkt unter dem Aufbau in einem separaten Kasten. Kraftstoffbehälter, Flaschenzug und Ketten sind ebenfalls in separaten Kästen verstaut.
Zusätzlich wird in der Regel ein Schlauchtransportanhänger (STA) mitgeführt, der ausreichend Schlauchmaterial für die Wasserversorgung über lange Wegstrecken enthält, welches auch während der Fahrt verlegt werden kann (in den Versionen ab Baujahr 1961 21 B-Druckschläuche, ab Baujahr 1970 28 B-Druckschläuche und ab Baujahr 1977 34 B-Druckschläuche zu jeweils 20 Metern in Buchten gelagert).
Der Robur erreicht mit seinem luftgekühlten Vierzylinder-Viertakt-Ottomotor mit 51,48 kW (70 PS; bei 2800/min) Leistung eine Höchstgeschwindigkeit von 82 km/h. Das Fünfganggetriebe ist vom 2. bis zum 5. Gang vollsynchronisiert. Zur Brandbekämpfung, Gefahrenbeseitigung und/oder technischen Hilfeleistung wird das Löschfahrzeug auch heute noch überwiegend in ländlichen Regionen Ostdeutschlands eingesetzt.

#### Technische Daten Löschfahrzeug
Besatzung
- Zugelassene Personenzahl: 9
- Einsatzkräfte: 1:8

Motor
- Bauart: 4-Zylinder, 4-Takt-Otto, luftgekühlt
- Leistung: 51,5 kW (70 PS) bei n = 2800 l/min
- Drehmoment: 230 Nm bei n = 1900 l/min
- Hubraum: 3345 cm³
- Kraftstoffnormalverbrauch: 24 l je 100 km VK-Normal
- Kraftstoffnormalverbrauch im Gelände: 22–32 l je 100 km VK-Normal
- Höchstgeschwindigkeit: 85 km/h
- Dauergeschwindigkeit: 70–80 km/h
- Steigvermögen: 37 %
- Steigvermögen, Geländegang: 82 %
- Reichweite: 350 km

Getriebe
- 5-Gang-Wechselgetriebe
- 1 Rückwärtsgang
- 2. bis 5. Gang synchronisiert
- Verteilergetriebe mit Geländegang und Allradantrieb

Fahrgestell
- Typ: LO 1801 A
- Radstand: 3025 mm
- Kleinster Wendekreisdurchmesser: 13,9 m

Bremsen
- 4-Rad, hydraulisch, 2-Kreis
- Handbremse mechanisch auf Hinterräder wirkend

Massen, Lasten
- Zulässiges Gesamtgewicht: 5250 kg
- Vorhandene Gesamtmasse: 5150 kg
- Zulässige Anhängelast, ungebremst: 1500 kg
- Zulässige Anhängelast, auflaufgebremst: 2600–3000 kg (je nach Typ)

Abmessungen
- Fahrzeuglänge: 5750 mm
- Fahrzeuglänge mit STA: 8950 mm
- Fahrzeugbreite: 2370 mm
- Fahrzeughöhe: 2840 mm

Laderaum
- Nutzbare Größe: 11 m³
- Länge: 3300 mm
- Breite: 2100 mm
- Höhe: 1620 mm

### Typ LO 2002 A

#### Löschgruppenfahrzeug LF8-TS8-STA
Das Löschgruppenfahrzeug LF 8 auf Robur LO 2002 A aus dem VEB Feuerlöschgerätewerk Görlitz löste den leistungsschwächeren Typ LO 1801 A ab. Das Prinzip, einen Lkw zu einem Löschfahrzeug umzurüsten, hatte sich damals gut bewährt, da diese über gute Fahreigenschaften im Gelände, Watfähigkeit und Steigfähigkeit verfügten. Die Fahrerkabine ist in Ganzstahlbauweise gefertigt und bot dem Fahrer (Maschinist) und dem Gruppenführer Platz. Vorn hinter der Kühlerverkleidung befindet sich eine festeingebaute vom Fahrzeugmotor angetriebene Vorbaupumpe (FPV 8/8), die eine Nennförderleistung von 800 l/min bei einem Nennförderdruck von 8 bar erreicht. Allerdings gingen viele Feuerwehren dazu über, die Vorbaupumpe zu entfernen bzw. nicht mehr zu nutzen, da das Laufenlassen des Fahrzeugmotors im Stand aufgrund seiner Luftkühlung die Gefahr einer Überhitzung birgt.
Der Aufbau ist palettenartig und in Gemischtbauweise (Stahl, Holz, Kunststoff) gefertigt, wo die Mannschaft (bis zu acht Feuerwehrleute) und die umfangreiche feuerwehrtechnische Ausrüstung ihren Platz finden. Hervorstechend war hier die lichtdurchlässige Plane als Neuerung zu den Vorgängermodellen. Eine seitlich eingeschobene Tragkraftspritze (TS 8) zur Wasserentnahme an schlecht erreichbaren Stellen oder als Verstärkerpumpe kann auch gegen einen Leichtschaumgenerator (LSG 4/400 T) variabel ausgewechselt werden. Diese Fahrzeuge auf Lkw-Basis konnten in zahlreichen Varianten zügig und unkompliziert umgerüstet werden, wie
- Mannschaftstransportfahrzeug, (mehr Sitzbänke)
- Gerätewagen, (mit Kranausleger 1 Mp)
- Schlauchwagen, (mit Schlauchkasten-Einschub)
- Tanklöschfahrzeug, (mit Tankblase 900 Liter)
- Lastkraftwagen.

Es besteht eine Sprechverbindung vom Mannschaftsraum zur Fahrerkabine, sperrige Geräte wie vier Steckleiterteile, Klappleiter, Einreißhaken befinden sich unter der Plane über Kopfhöhe verstaut. Ein 0,5-kW-Notstromaggregat für die Speisung der Arbeitsscheinwerfer rundet die Einsatzmöglichkeiten ab. Sechs Stück A-Sauglängen befinden sich direkt unter dem Aufbau in einem separaten Kasten. Zusätzlich wird in der Regel ein Schlauchtransportanhänger (STA), der ausreichend Schlauchmaterial (600 Meter B-Schläuche in Buchten) für die Wasserversorgung über lange Wegstrecken, welches auch während der Fahrt verlegt werden kann, mitgeführt.
Der Robur erreicht eine Höchstgeschwindigkeit von 85 km/h und ist mit einem 55,2 kW (75 PS) leistenden luftgekühlten Vierzylinder-Viertakt-Ottomotor ausgestattet. Zur Brandbekämpfung, Gefahrenbeseitigung und/oder technischen Hilfeleistung wird das Löschfahrzeug auch heute noch überwiegend in ländlichen Regionen Ostdeutschlands eingesetzt.

#### Technische Daten Löschfahrzeug
Motor
- Bauart: 4-Zylinder, 4-Takt-Otto, luftgekühlt
- Leistung: 55,2 kW (75 PS) bei n = 2800 l/min
- Drehmoment: 230 Nm bei n = 1900 l/min
- Hubraum: 3345 cm³
- Kraftstoffnormalverbrauch: 24 l je 100 km VK-Normal
- Kraftstoffnormalverbrauch im Gelände: 22 bis 32 l je 100 km VK-Normal
- Höchstgeschwindigkeit: 85 km/h
- Dauergeschwindigkeit: 70 bis 80 km/h
- Steigvermögen: 37 %
- Steigvermögen, Geländegang: 82 %
- Reichweite: 350 km

Getriebe
- 5-Gang-Wechselgetriebe
- 1 Rückwärtsgang
- 2. bis 5. Gang synchronisiert
- Verteilergetriebe mit Geländegang und Allradantrieb

Fahrgestell
- Typ: LO 2002 A
- Radstand: 3025 mm

Massen, Lasten
- Zulässiges Gesamtgewicht: 5500 kg
- Vorhandene Gesamtmasse: 5250 kg
- Zulässige Anhängelast, ungebremst: 1500 kg
- Zulässige Anhängelast, auflaufgebremst: 2600 bis 3000 kg (je nach Typ)

Abmessungen
- Fahrzeuglänge: 5750 mm
- Fahrzeuglänge mit STA: 8950 mm
- Fahrzeugbreite: 2370 mm
- Fahrzeughöhe: 2840 mm

Laderaum
- Nutzbare Größe: 11 m³
- Länge: 3300 mm
- Breite: 2100 mm
- Höhe: 1620 mm

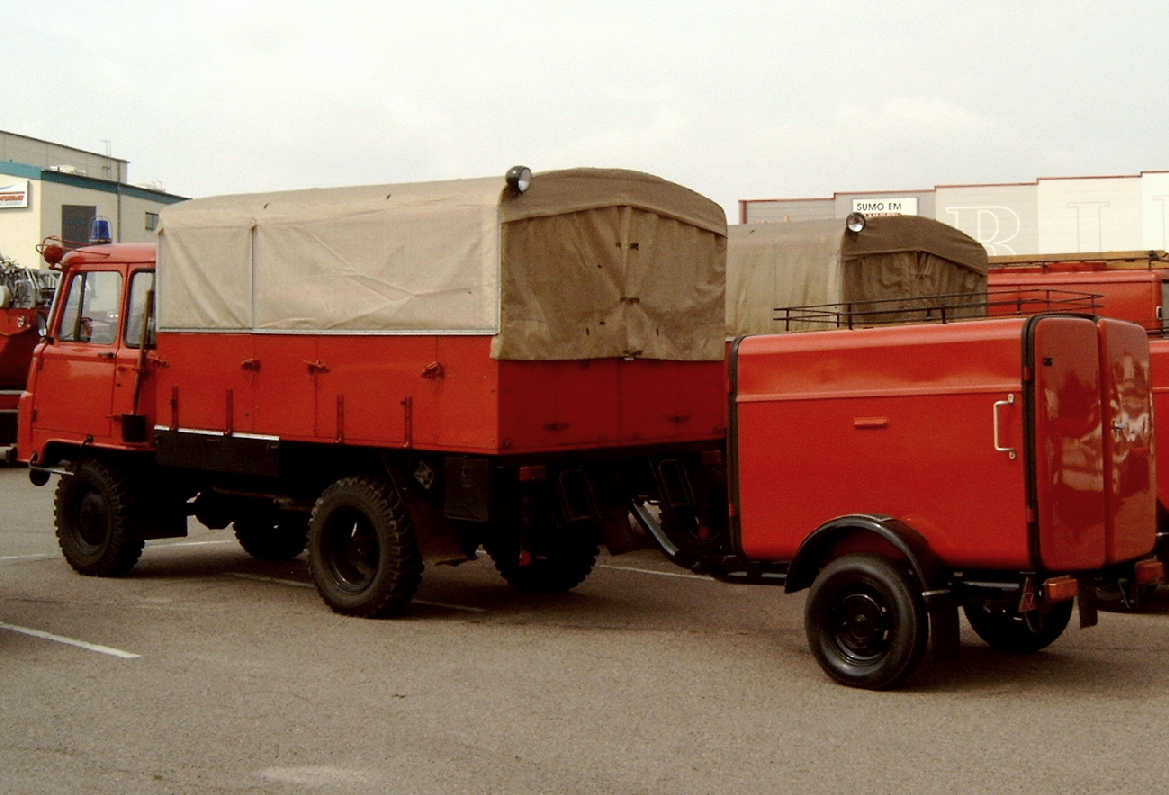
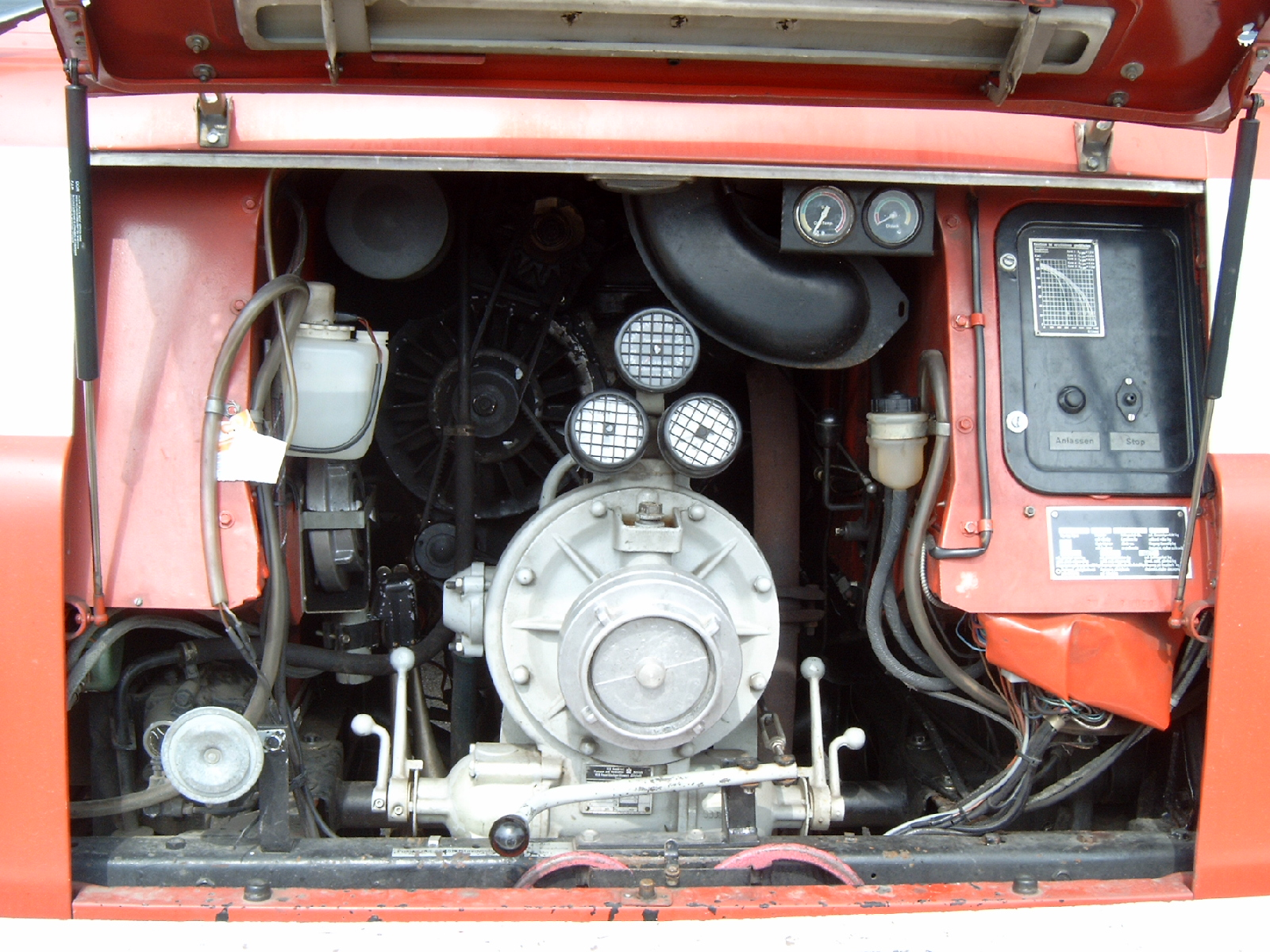
Vorbaupumpe
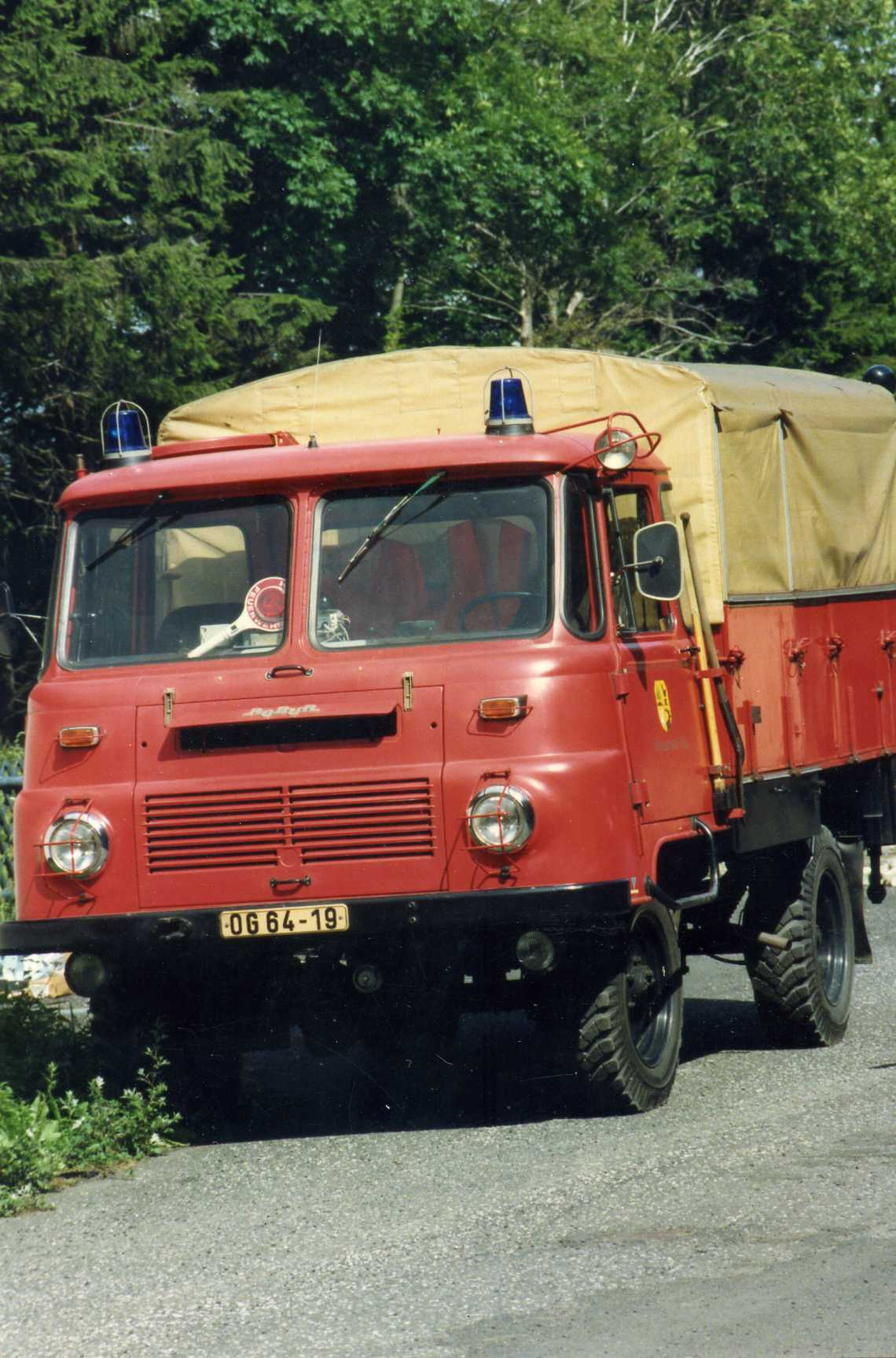
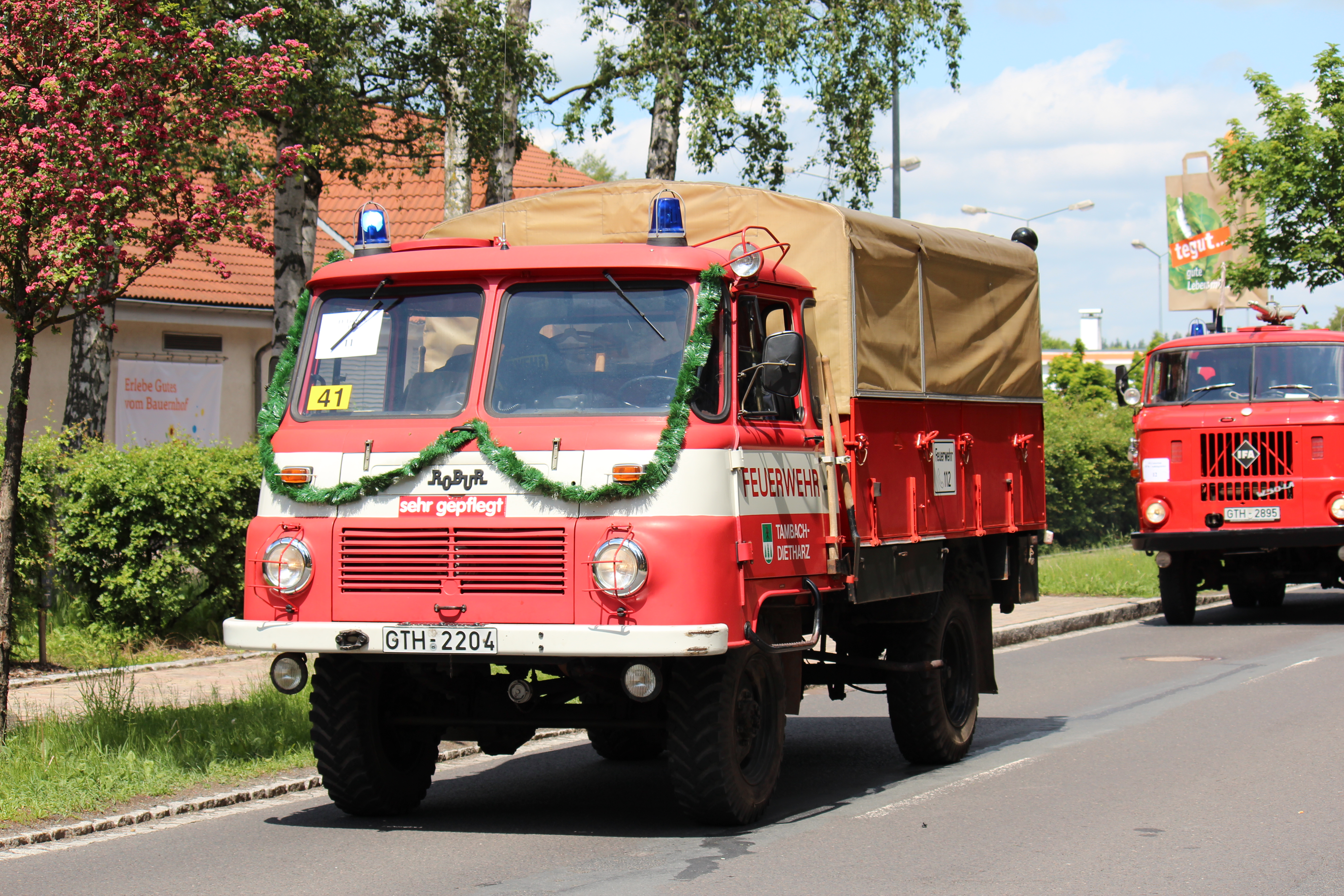
Stadtfeuerwehrtag 2012
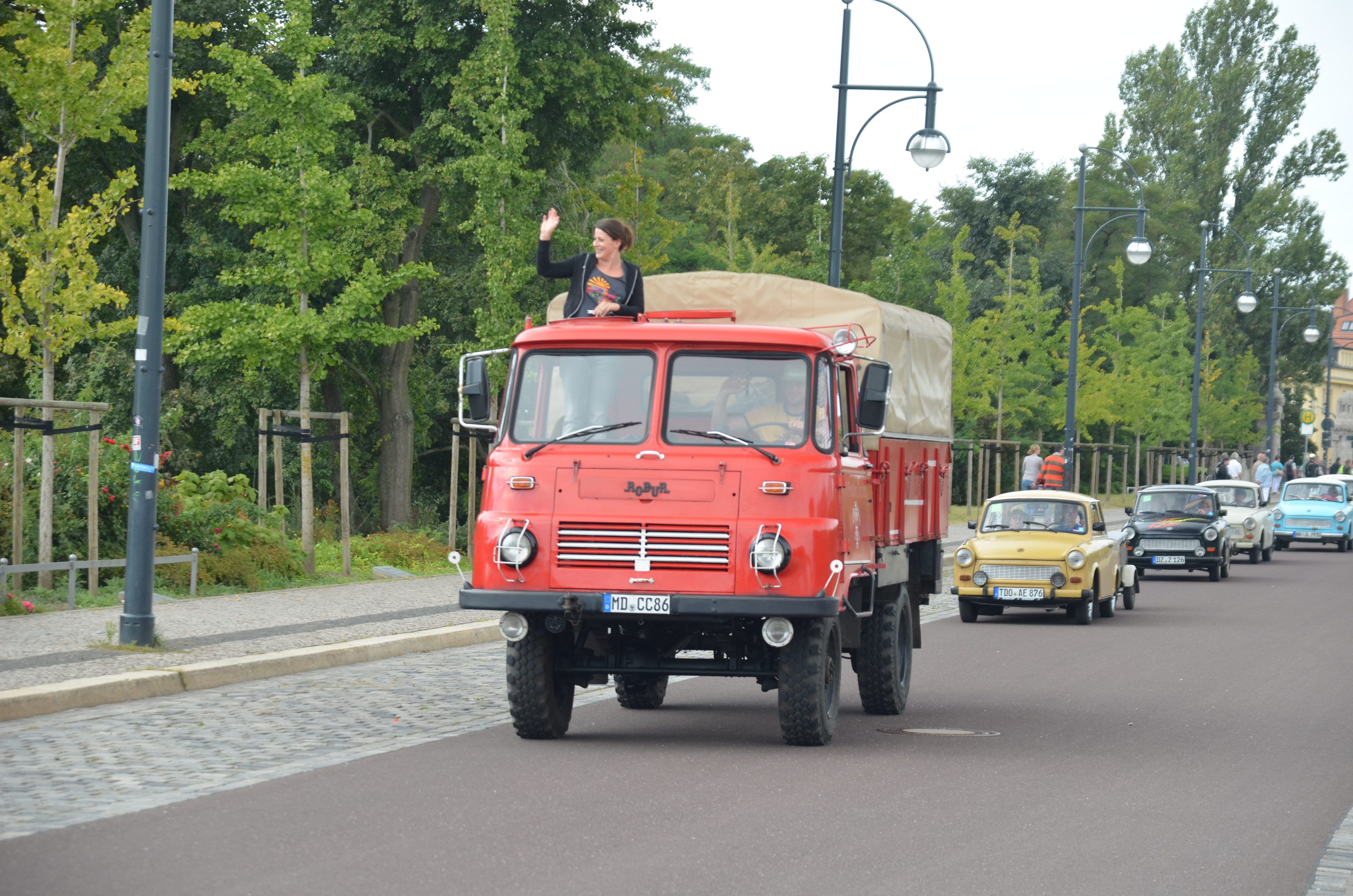

## LF 15

### Löschgruppenfahrzeug LF 15
In der DDR waren Feuerwehrfahrzeuge auf H3A-Fahrgestell ab Mitte der 1950er-Jahre weit verbreitet und unter anderem als Löschgruppenfahrzeuge LF 15, Tanklöschfahrzeuge TLF 15, Rettungsgerätewagen (Sonderfahrzeug für feuerwehrtechnisches Spezialgerät) oder Schlauchtransportfahrzeuge im Einsatz. Der Aufbau dazu wurde in den VEB Feuerlöschgerätewerken Luckenwalde, Görlitz und Jöhstadt gefertigt. Die Pumpenleistung der eingebauten zweistufigen Feuerlöschkreiselpumpe lag bei 1500 Litern Löschwasser pro Minute bei einem Druck von 8 bar. Als markant zeigten sich vor allem bei der Tanklöschfahrzeugausführung die freiliegende Heckpumpe und die beidseitig angebrachten Schlauchhaspeln. Weitere Spezialisierungen und Sonderaufbauten für die Feuerwehr, wie zum Beispiel als Drehleiter, gingen erst mit dem Nachfolger S4000 in Produktion.
Technische Daten:
- Pumpenleistung: 1500 l Wasser/min bei 8 bar Druck, ausgerüstet mit einer zweistufigen Feuerlösch-Kreiselpumpe mit Wasserringpumpe im Heck
- Motorleistung: 80 PS, Hubraum 6024 cm³, dieselgetrieben
- Geschwindigkeit: 60 km/h mit 5-Gang-Wechselgetriebe
- Gewicht: 7270 kg zulässiges Gesamtgewicht und 2500 kg Nutzlast
- Mannschaft: 1:8
- Löschwassertank: 300 Liter Löschwasser
- Fahrzeugmaße: 7,07 m Länge, 2,2 m Breite, 2,78 m Höhe

## LF 16-TS 8
Löschfahrzeug 16-Tragkraftspritze 8 (LF 16–TS 8)

### Typ S4000-1

#### Löschgruppenfahrzeug LF 16-TS 8

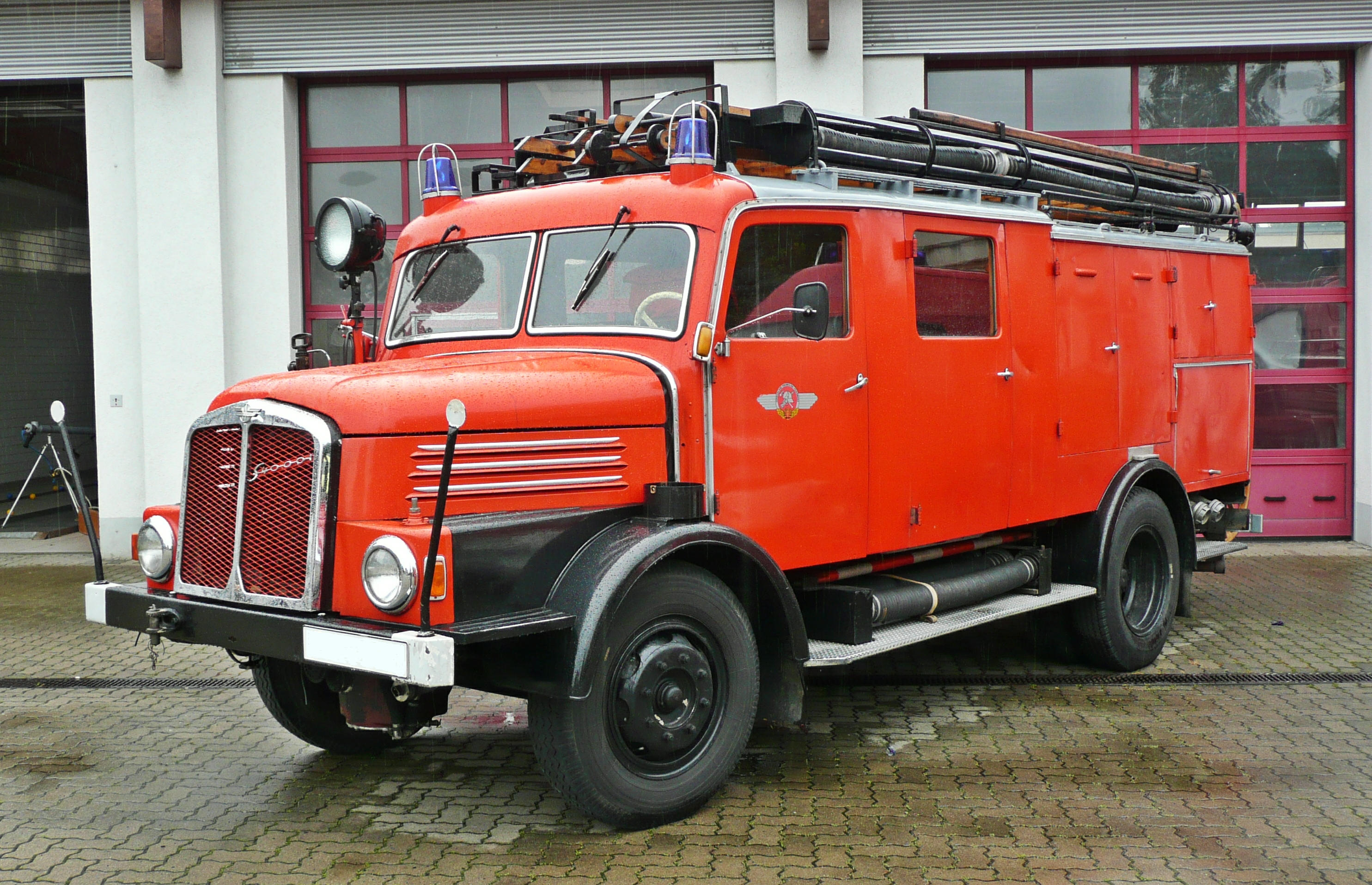
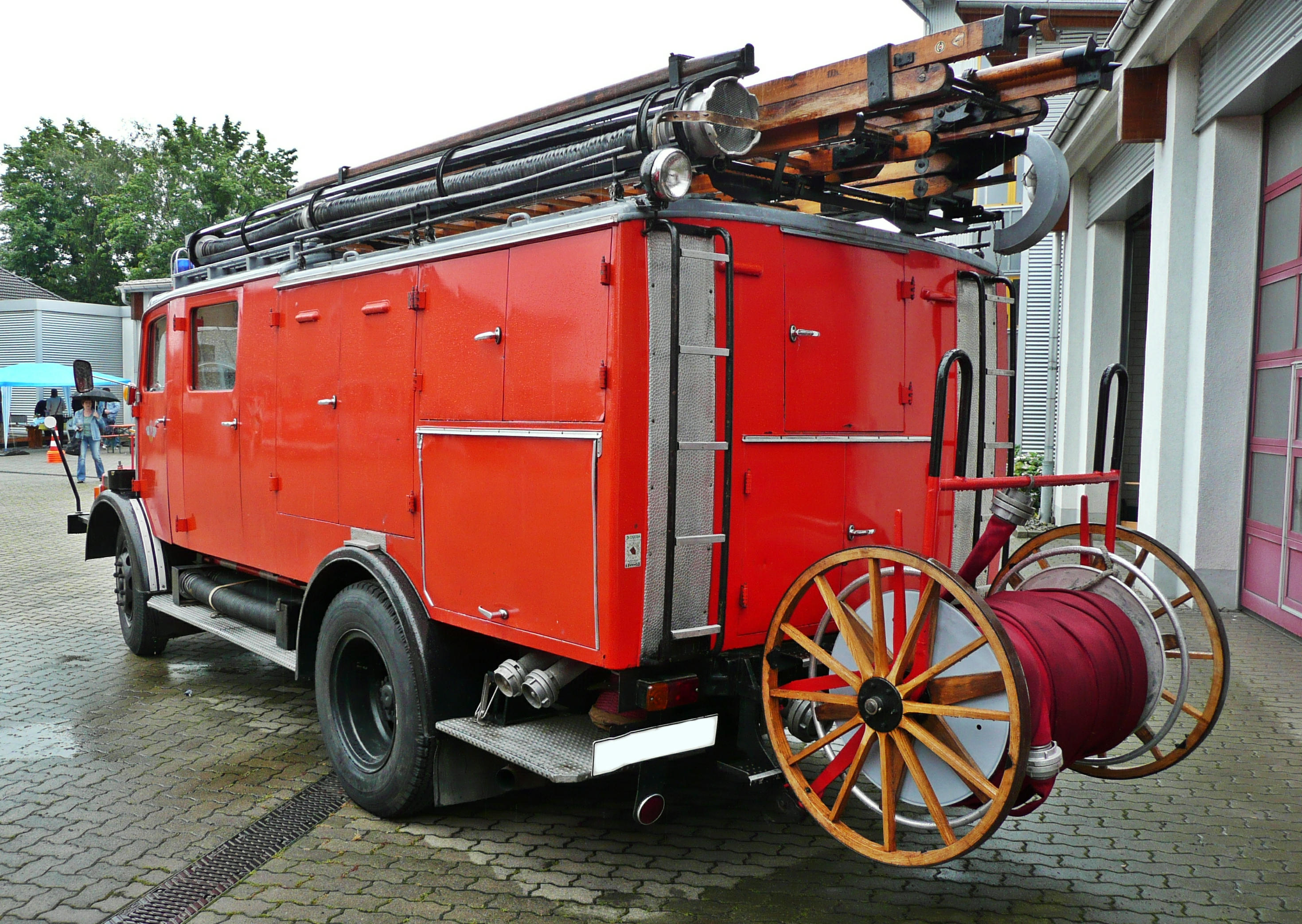
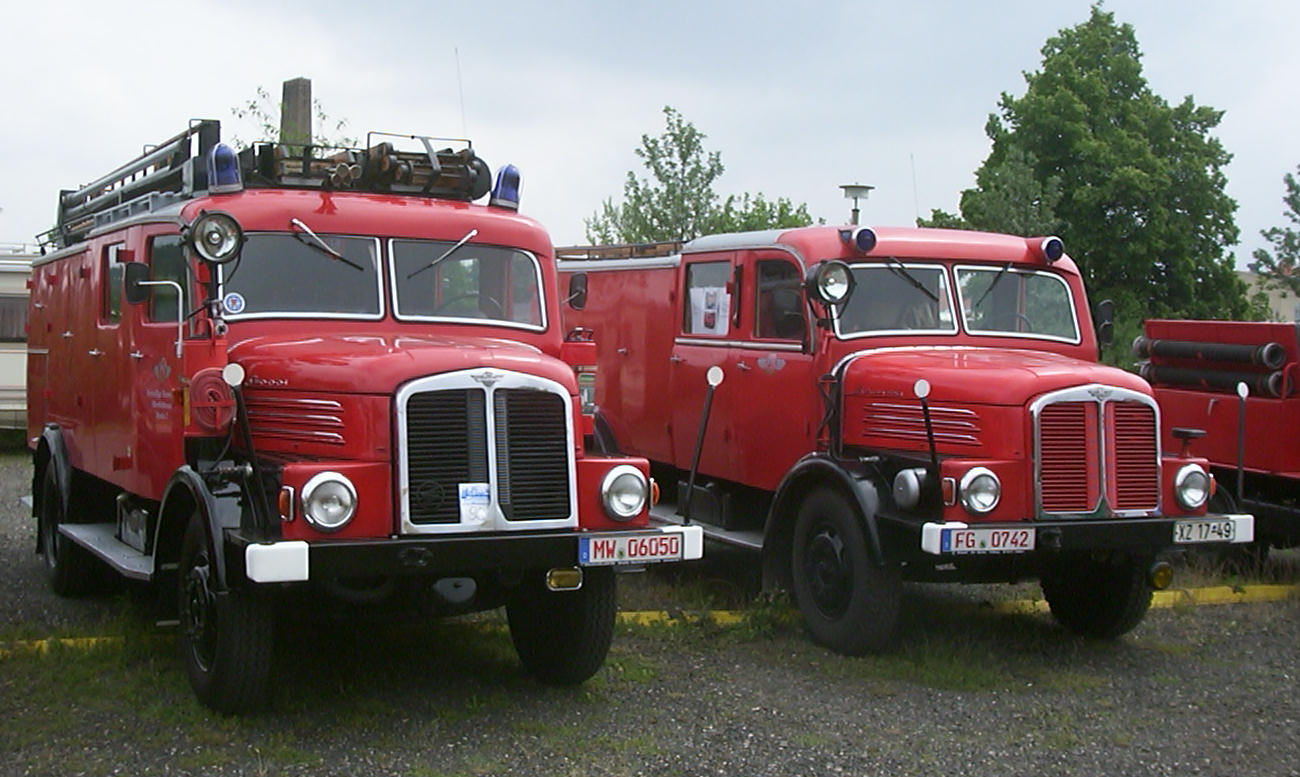
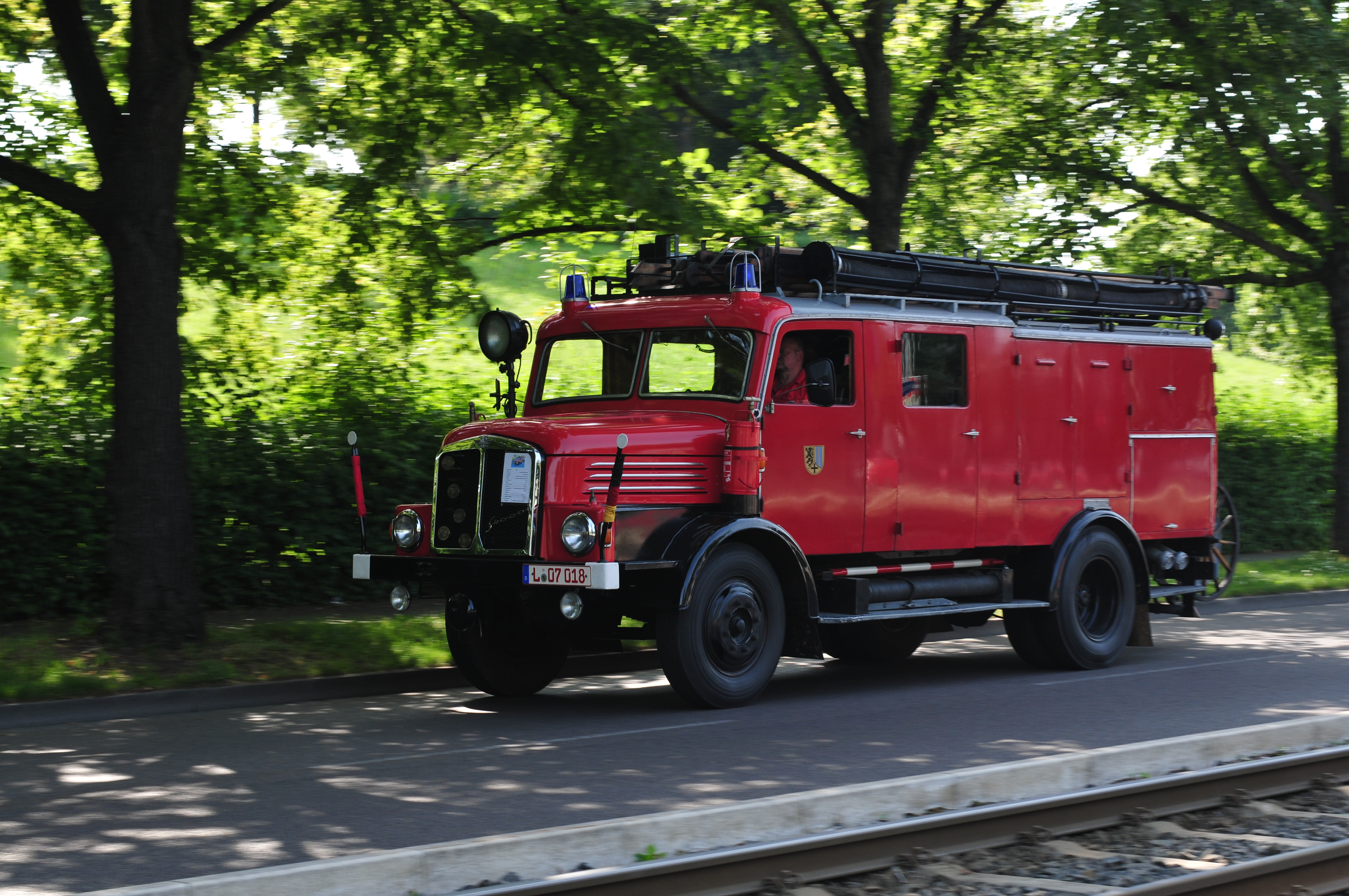
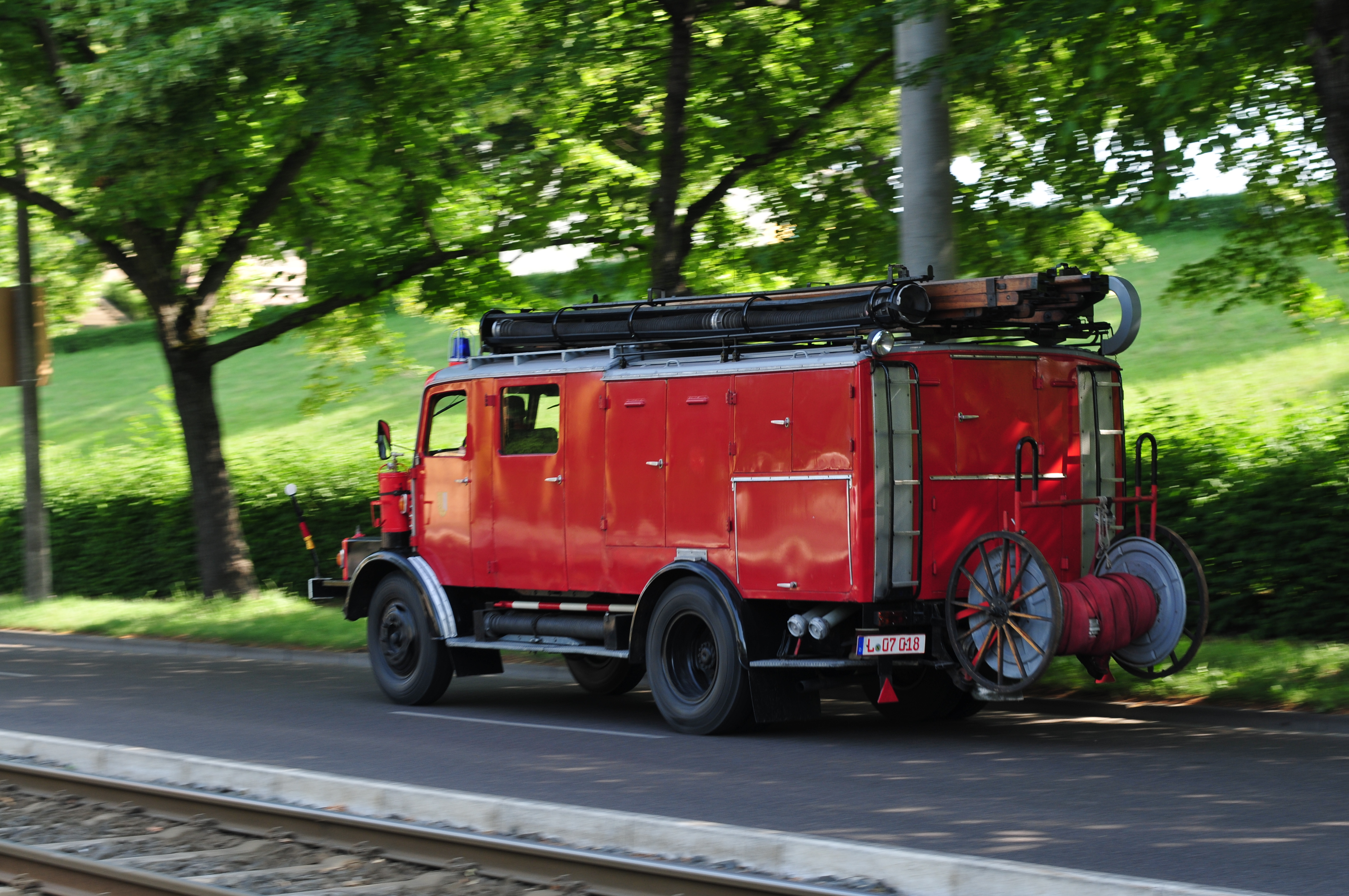
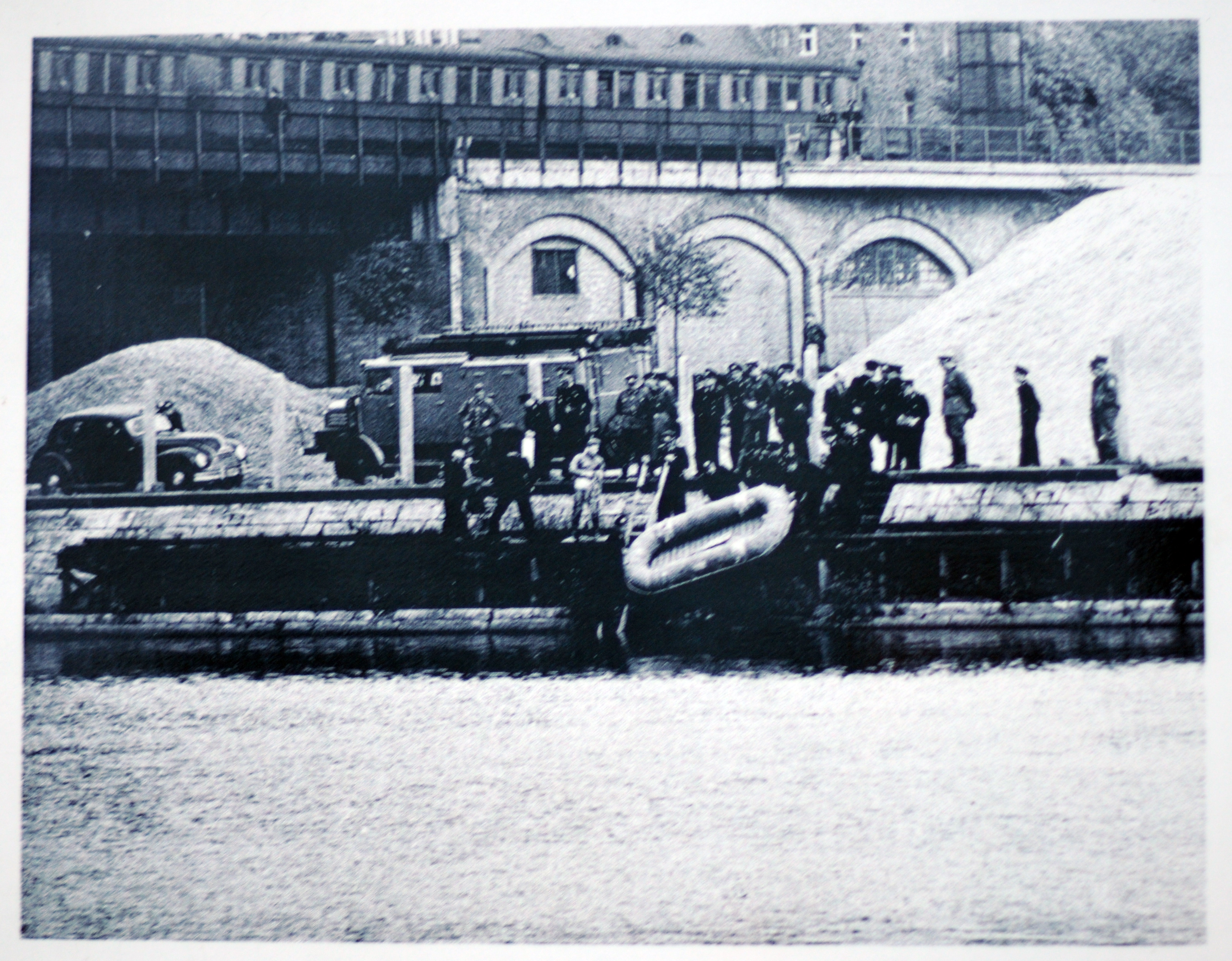
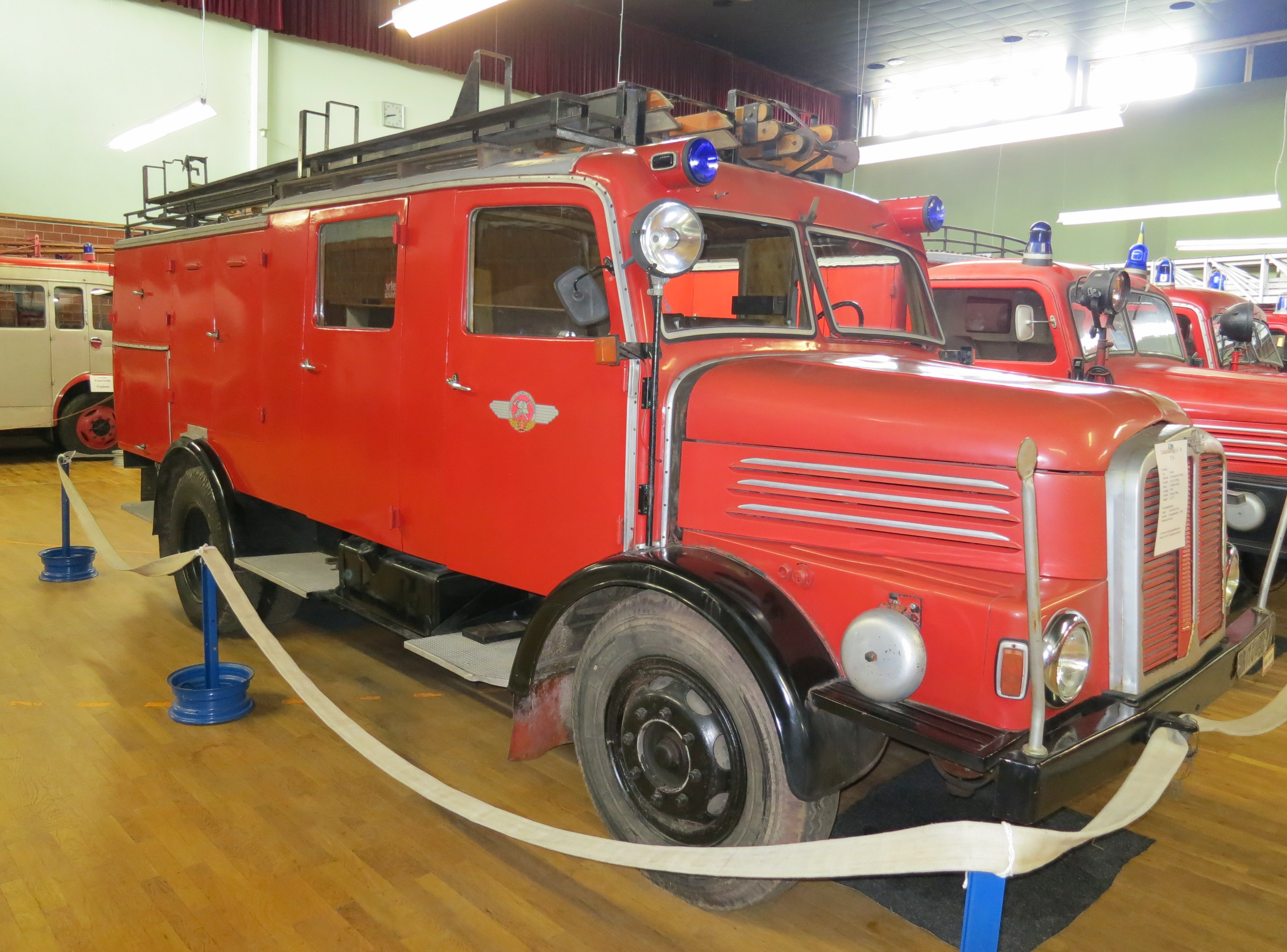
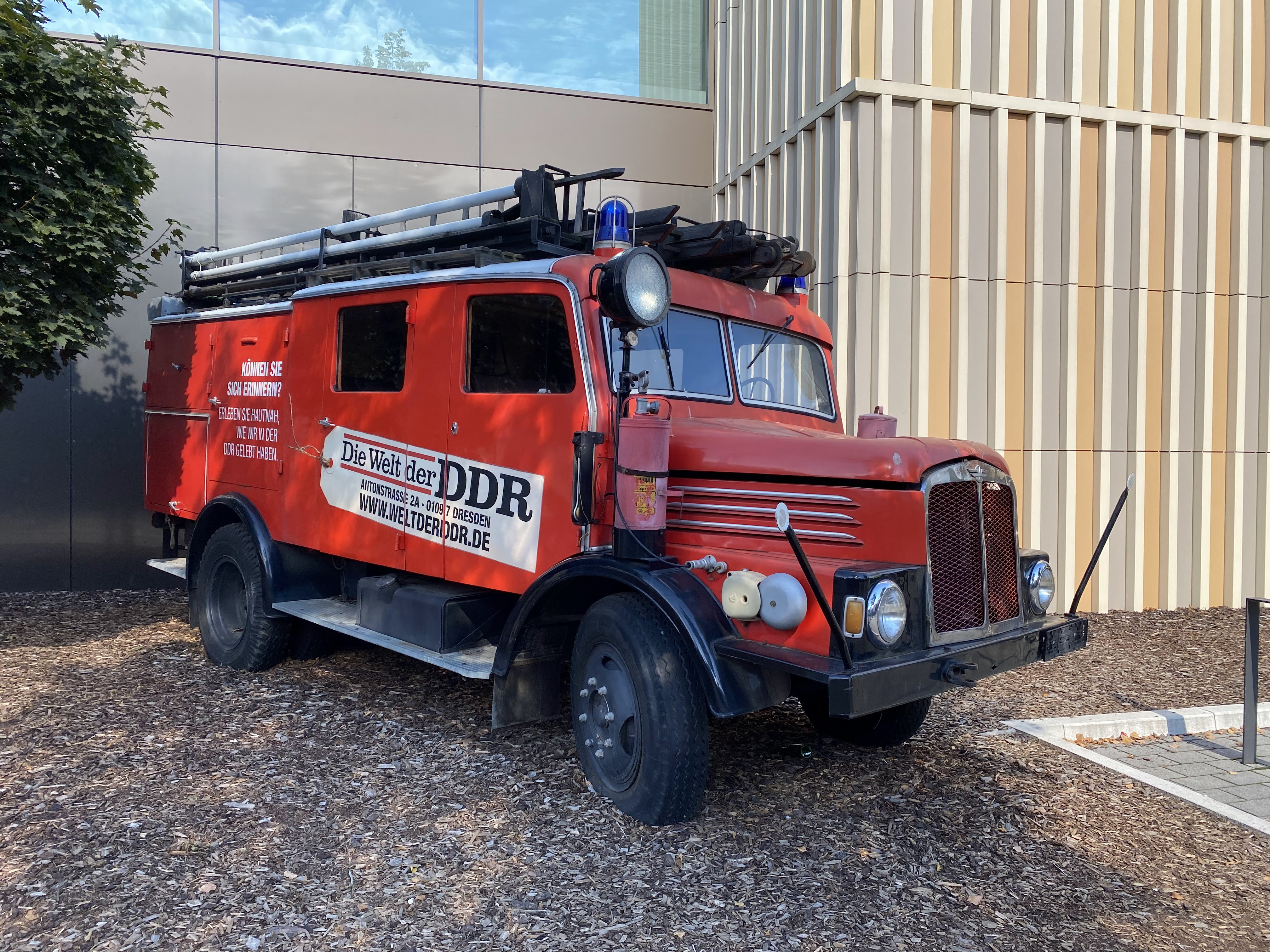

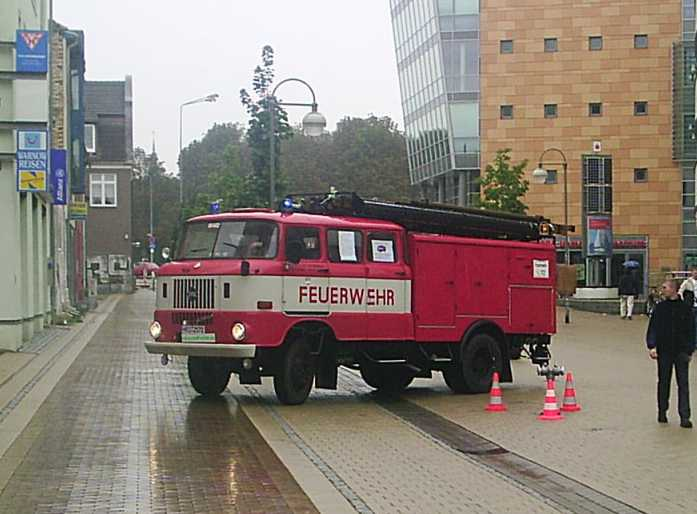
W50 L/LF16 TS8
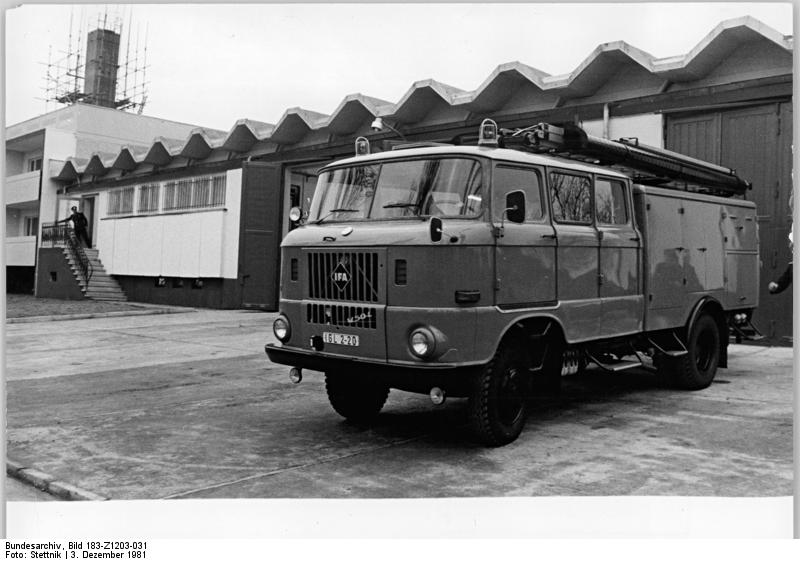
Löschzug W50 L

Mit dem Bau der Löschfahrzeuge auf dem Fahrgestell des Typs IFA S4000-1 aus dem VEB IFA Fahrzeugwerk „Ernst Grube“ Werdau wurde die zweite Generation der Löschfahrzeuge eingeleitet. Der Aufbau wurde ab 1959 im VEB Feuerlöschgerätewerk Luckenwalde gebaut und löste seine Vorgänger LF 15 auf dem Horch-Fahrgestell des H3A und des H3 ab.
Die vom Aufbau getrennte Gruppenkabine wurde in der damals üblichen Gemischtbauweise (Stahl, Holz) gefertigt und bot ausreichend Platz für eine Besatzung von 1:8 (neun Feuerwehrleute). Mit der Steigerung der maximalen Zuladung des S4000-1 im Gegensatz zu seinen Vorgängern konnte eine optimale und vielfältige feuerwehrtechnische Beladung aufgerüstet werden. Auch die anfangs eingebauten blauen Blinkleuchten auf der Fahrerkabine wurden schrittweise zur besseren Verkehrssicherheit im Einsatz durch blaue Rundumkennleuchten ersetzt.
Der Aufbau wurde in der üblichen Gemischtbauweise (Stahl, Holz) gefertigt, wo sich die umfangreiche feuerwehrtechnische Ausrüstung befindet. Eine jetzt seitlich eingeschobene Tragkraftspritze (TS 8, Nennförderleistung 800 l/min), die es gestattet, aus schwer erreichbaren Wasserentnahmestellen Löschwasser zu fördern oder als Verstärkerpumpe die Wasserversorgung über lange Wegstrecken aufrechtzuhalten, befindet sich im Fahrzeugaufbau. Die Tragkraftspritze kann auch gegen einen tragbaren Leichtschaumgenerator (LSG 4/400 T) oder zusätzliches Schlauchmaterial ausgetauscht werden. Weiterhin befinden sich noch Atemschutzgeräte und Werkzeuge für die technische Hilfeleistung unter den Lösch- und Rettungsgeräten. Ein 0,5 kW leistendes Notstromaggregat kann zur Speisung der Arbeitsscheinwerfer eingesetzt werden. Im Heck des Fahrzeuges befindet sich eine festeingebaute vom Fahrzeugmotor angetriebene zweistufige Feuerlöschkreiselpumpe, die eine Nennförderleistung von 1600 l/min bei einem Nennförderdruck von 8 bar und einer Nennförderhöhe von drei Metern erreicht (FPH 16/8). Der Löschwassertank aus glasfaserverstärktem Polyester mit einem Nennvolumen von 300 – später 400 – Litern ermöglicht einen zügigen Löschangriff bei kleineren Bränden und dient als Ausgleichsbehälter während der Löschwasserversorgung. Für die Leicht-, Mittel- oder Schwerschaumerzeugung sind zusätzlich heckseitig im Maschinistenraum vier Schaummittelkanister mit jeweils 20 Litern für einen Schaumangriff verstaut. Zusätzliches Schlauchmaterial wird mit der am Heck aufgeprotzten Schlauchhaspel mitgeführt. Auf dem Aufbau befinden sich
- 2×2 gekuppelte A-Sauglängen (1600 mm + 2500 mm) mit Saugkorb,
- 4 Steckleiterteile,
- eine dreiteilige Schiebleiter,
- Schaumgießgestänge,
- Einreißhaken und eine
- Hakenleiter,

die über die Aufstiegsleitern am Heck erreicht und entnommen werden können.
Der S4000-1 war in den 1970er-Jahren als Standardfahrzeug in den Feuerwachen der Städte, Gemeinden und Großbetriebe anzutreffen. Er erreicht mit seinem Vierzylinder-Viertakt-Dieselmotor (EM 4-22) mit 90 PS (66,2 kW) Leistung eine Höchstgeschwindigkeit von 75 k m/h. Zur Brandbekämpfung, Gefahrenbeseitigung und/oder technischen Hilfeleistung kann das Löschfahrzeug selbstständig oder mit dem Tanklöschfahrzeug und der Drehleiter als Löschzug eingesetzt werden.

### Typ W 50 L

#### Löschgruppenfahrzeug LF 16-TS 8
Das Löschgruppenfahrzeug auf dem Fahrgestell des Typs W50 L aus dem VEB IFA-Automobilwerk Ludwigsfelde (AWL) löste ab 1968 die leistungsschwächeren S4000-1 ab. Das Fahrzeug wurde mit der Mannschaftskabine in Ganzstahlbauweise gefertigt und bot für die Besatzung von 1:8 (neun Feuerwehrleute) und ihre persönliche Ausrüstung ausreichend Platz. Das Anlegen der Druckluftatemgeräte für den Angriffstrupp war nun in der Mannschaftskabine während der Fahrt möglich, was zusätzliche Zeit einsparte.
Der Aufbau wurde in Gemischtbauweise (Stahl, Holz) gefertigt, wo sich die umfangreiche feuerwehrtechnische Ausrüstung befindet. Eine seitlich eingeschobene Tragkraftspritze (TS 8, Nennförderleistung 800 l/min), die es gestattet, aus schwer erreichbaren Wasserentnahmestellen Löschwasser zu fördern oder als Verstärkerpumpe die Wasserversorgung über lange Wegstrecken aufrechtzuerhalten, befindet sich im Fahrzeugaufbau.
Die Tragkraftspritze kann auch gegen einen tragbaren Leichtschaumgenerator (LSG 4/400 T), der Lenzpumpe 20/3 (LP20/3), Schaummittel 6 Kanister a 20 l oder zusätzliches Schlauchmaterial (8 bis 10 B -Druckschläuche) ausgetauscht werden. Mit der Lenzpumpe kann im Brandeinsatz oder bei Unwettereinsätzen zusammen mit der Fahrzeugpumpe FPH ein Nennförderstrom von 4200 l/min erreicht werden.
Zu den umfangreichen Lösch- und Rettungsgeräten werden zum Beispiel noch Wärmestrahlen-Schutzanzüge, Atemschutzgeräte, Beleuchtungssatz, Sprungpolster 12 (SPP 12) und Werkzeuge für die technische Hilfeleistung mitgeführt. Ein 0,5-kW-Notstromaggregat kann zur Speisung der Arbeitsscheinwerfer eingesetzt werden.
Im Heck des Fahrzeuges befindet sich eine festeingebaute zweistufige Feuerlöschkreiselpumpe, die eine Nennförderleistung von 2200 l/min bei einem Nennförderdruck von 8 bar und einer Nennförderhöhe von 80 Metern erreicht (FPH 22/8). Die Feuerlöschkreiselpumpe (FPH 22/8) ist gegenüber anderen Löschfahrzeugen tiefer im Rahmen versenkt, um die geodätische Saughöhe (Hs geo) zu verringern und leichter über den Tank zu befüllen.
Zwei festeingebaute Tanks mit jeweils 200 Liter Schaumbildner und 200 Liter Wasser sind direkt an der Feuerlösch-Kreiselpumpe über eine automatische Zumischvorrichtung (AZ2/8), die Netzwasser, Leicht-, Mittel- oder Schwerschaum erzeugen kann, angeflanscht. Zusätzliches Schlauchmaterial (8 B-Druckschläuche) werden mit der aufgeprotzten Schlauchhaspel (HFA) am Heck mitgeführt.
Ein Pumpenvormischer war bis 1969 eingebaut, bis 1976 eine automatische Zumischvorrichtung und ab 1977 zwei automatische Zumischer direkt an den B-Druckabgängen der Pumpe. Über die beiden B-Abgänge kann Wasser oder Schaummittel (1 – 5 %) ausgebracht werden. Die automatische Zumischvorrichtung AZ 2/8 regelt sich über den Löschmittelfluss (VSBL) selbsttätig und wird über eine pneumatisch bedienbare Schaumbildnerpumpe gespeist. Parallel kann die Schaumbildnerpumpe auch Schaummittel aus externen Behältern oder aus dem Schaumbildner-Anhänger (SBA 4,5) über eine C-Festkupplung ansaugen. Vorteilhaft ist, dass durch die automatische Zumischvorrichtung die Feuerlöschkreiselpumpe frei von Schaumbildner bleibt und diese anschließend nicht aufwändig gespült werden muss.
Auf dem Aufbau befinden sich
- 2×2 gekuppelte A-Sauglängen (1600 mm + 2500 mm) mit Saugkorb,
- 4 Steckleiterteile,
- Schiebleiter,
- Einreißhaken
- Schaumgießgestänge und eine
- Klappleiter.

Die zwei A-Saugleitungen auf dem Aufbau sind gekuppelt (jeweils 2,5 m + 1,6 m mit Saugkorb) und im Rohr witterungsgeschützt gelagert. Die Entnahme ist mit einer befestigten Leine schnell und einfach möglich.
Die Kupplung zum Fahrzeugmotor hat eine drehschwingungsgedämpfte Kupplungsscheibe um größere Steigungen bei voller Ausrüstung besser bewältigen zu können.
Das Hinterachsausgleichsgetriebe kann mittels Schalter am Armaturenbrett pneumatisch gesperrt werden, um bei schwierigen Geländebedingungen, Schnee oder Glatteis genügend Traktion aufzubringen.
Den Aufbau gibt es in zwei Ausführungen vom VEB Feuerlöschgerätewerk Luckenwalde (oberes Bild) und ab 1979 in der kantigen Ausführung vom VEB Karosseriewerke Halle, Betriebsteil Wurzen (unteres Bild). Weitere Aufbauvarianten und -bestückungen erfolgten entsprechend besonderer Verwendungen (z. B. LF16-Chemie).
Der W50 L erreicht mit seinem Vierzylinder-Viertakt-Dieselmotor 4 VD 14,5/12-1 SRW mit 91,9 kW (125 PS) Leistung eine Höchstgeschwindigkeit von 80 km/h. Zur Brandbekämpfung, Gefahrenbeseitigung und/oder technischen Hilfeleistung kann das Löschfahrzeug selbstständig oder mit dem Tanklöschfahrzeug und der Drehleiter als Löschzug eingesetzt werden.
- W50 L/LF16 TS8
- Löschzug W50 L

## LF 16-Chemie
Löschfahrzeug 16-Chemie (LF 16-Chemie)

### Typ S4000-1
Baujahre: 1960–1967

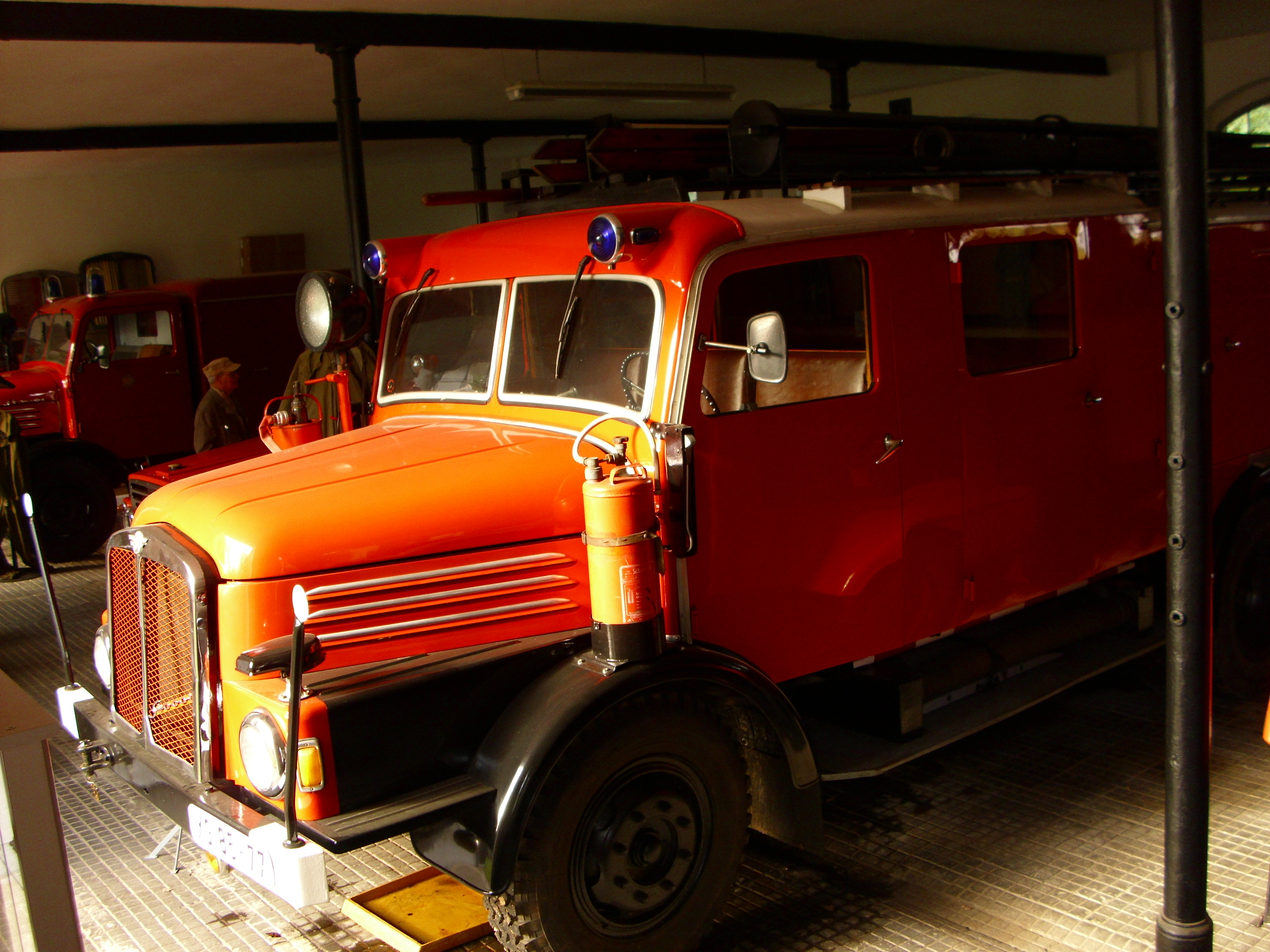
Löschgruppenfahrzeug LF 16 Chemie auf S4000-1 Fahrgestell Baujahre ab 1960.

## LF-CO2
Löschfahrzeug-CO2 (LF-CO2)

### Typ S4000-1
Baujahre: 1963–1967

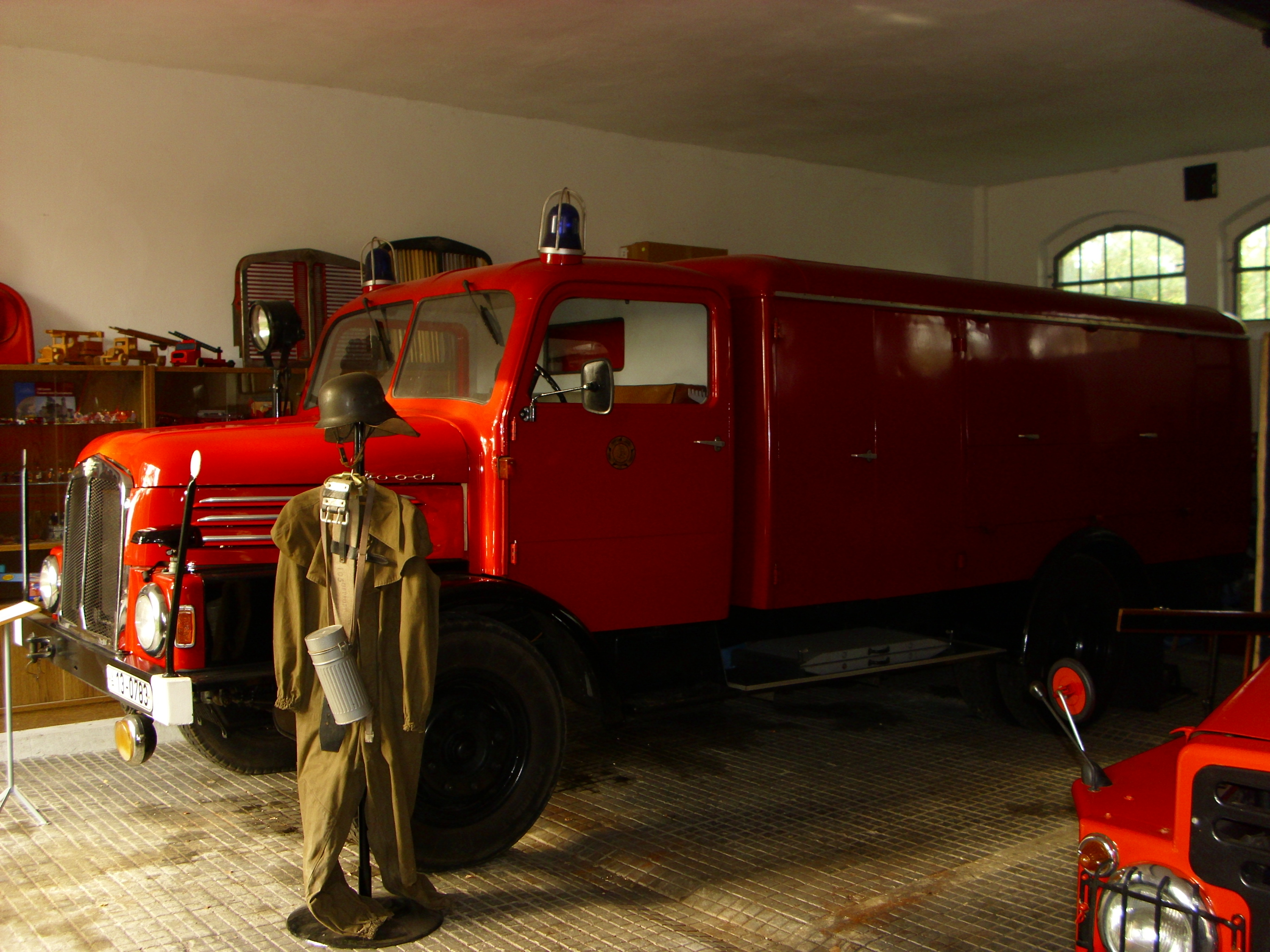
Seitliche Ansicht

## LF 8-LS 1/1
Löschfahrzeug 8-Leichtschaum 1/1 (LF 8-LS 1/1)

### Typ LO 2002 A
Baujahre: 1963–1967

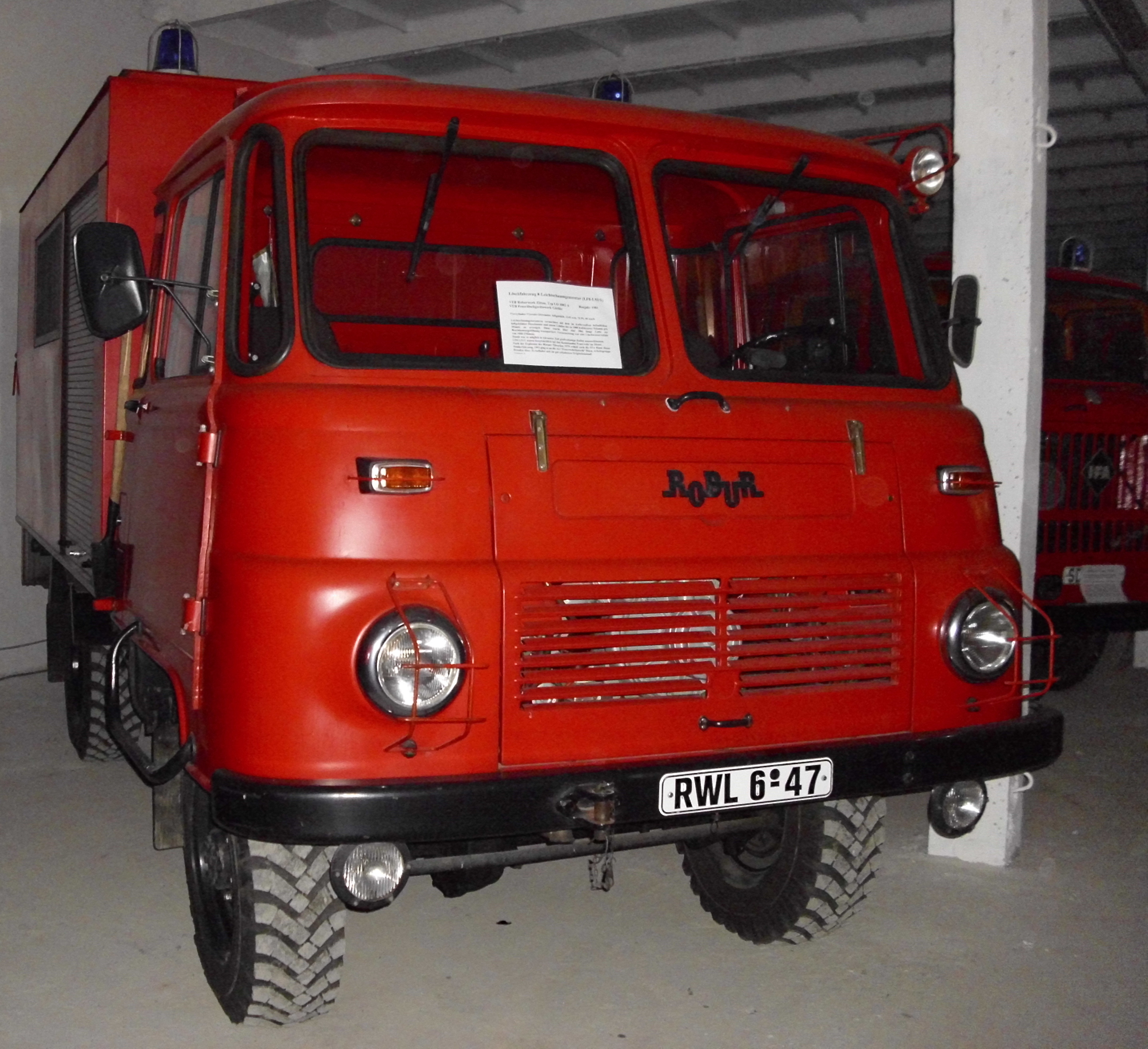
LF 8 – LS 1/1 Robur 2002 A
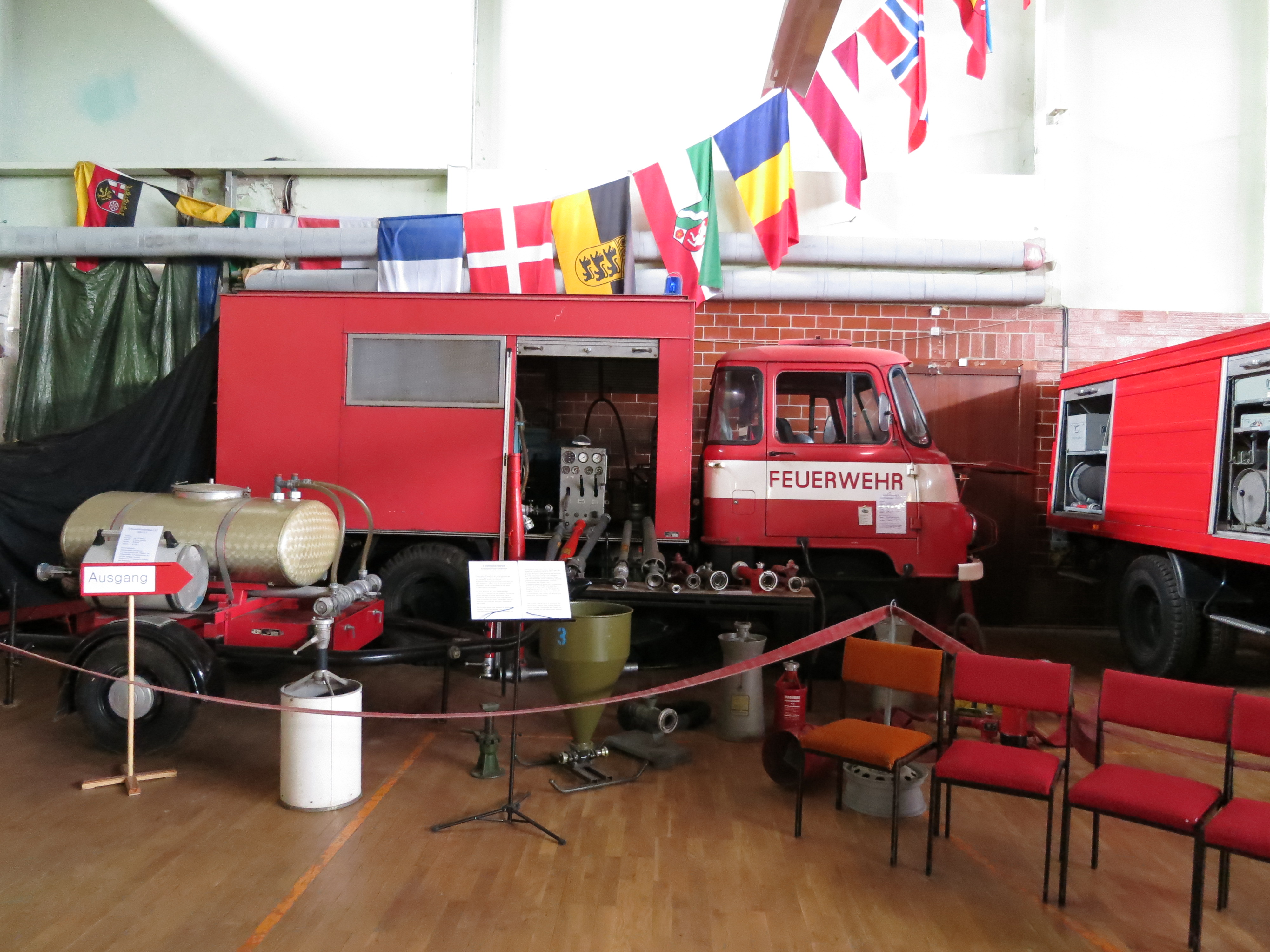